# Canada
Canada (/ˈkænədə/ ngheⓘ, phát âm tiếng Pháp: [kanadɑ] ngheⓘ ) là quốc gia có diện tích lớn thứ hai trên thế giới, và nằm ở cực bắc của Bắc Mỹ. Lãnh thổ Canada gồm 10 tỉnh bang và 3 vùng lãnh thổ liên bang, trải dài từ Đại Tây Dương ở phía đông sang Thái Bình Dương ở phía tây, và giáp Bắc Băng Dương ở phía bắc. Canada giáp với Hoa Kỳ lục địa ở phía nam, giáp với tiểu bang Alaska của Hoa Kỳ ở phía tây bắc, ngoài khơi phía đông bắc của Canada là đảo Greenland thuộc Vương quốc Đan Mạch. Ở ngoài khơi phía nam đảo Newfoundland của Canada có quần đảo Saint-Pierre và Miquelon thuộc Pháp. Biên giới chung của Canada với Hoa Kỳ về phía nam và phía tây bắc là đường biên giới dài nhất thế giới.
Nhiều dân tộc Thổ dân cư trú tại lãnh thổ nay là Canada trong hàng thiên niên kỷ. Bắt đầu từ cuối thế kỷ XV, người Anh và người Pháp thành lập các thuộc địa trên vùng duyên hải Đại Tây Dương của khu vực. Sau các xung đột khác nhau, Anh Quốc giành được rồi để mất nhiều lãnh thổ tại Bắc Mỹ, và đến cuối thế kỷ XVIII thì còn lại lãnh thổ chủ yếu thuộc Canada ngày nay. Căn cứ theo Đạo luật Bắc Mỹ thuộc Anh vào ngày 1 tháng 7 năm 1867, ba thuộc địa hợp thành thuộc địa liên bang tự trị Canada. Sau đó thuộc địa tự trị dần sáp nhập thêm các tỉnh và lãnh thổ. Năm 1931, theo Quy chế Westminster 1931, Anh Quốc trao cho Canada tình trạng độc lập hoàn toàn trên hầu hết các vấn đề. Các quan hệ cuối cùng giữa hai bên bị đoạn tuyệt vào năm 1982 theo Đạo luật Canada 1982.
Canada là một nền dân chủ đại nghị liên bang và một quốc gia quân chủ lập hiến, Quốc vương Charles III là nguyên thủ quốc gia. Canada là một thành viên của Khối thịnh vượng chung Anh. Canada là quốc gia song ngữ chính thức (tiếng Anh và tiếng Pháp) tại cấp liên bang. Do tiếp nhận người nhập cư quy mô lớn từ nhiều quốc gia, Canada là một trong các quốc gia đa dạng sắc tộc và đa nguyên văn hóa nhất trên thế giới, với dân số xấp xỉ 35 triệu người vào tháng 12 năm 2012. Canada có nền kinh tế rất phát triển và đứng vào nhóm hàng đầu thế giới, kinh tế Canada dựa chủ yếu vào nguồn tài nguyên tự nhiên phong phú và hệ thống thương mại phát triển cao. Canada có quan hệ lâu dài và phức tạp với Pháp và Hoa Kỳ, những mối quan hệ này có tác động đáng kể đến kinh tế và văn hóa của quốc gia.
Canada là một cường quốc và quốc gia phát triển, đồng thời luôn nằm trong số các quốc gia giàu có nhất trên thế giới, với thu nhập bình quân đầu người cao thứ tám toàn cầu, và chỉ số phát triển con người cao thứ 11. Canada được xếp vào hàng cao nhất trong các so sánh quốc tế về giáo dục, độ minh bạch của chính phủ, tự do dân sự, chất lượng sinh hoạt, và tự do kinh tế. Canada tham gia vào nhiều tổ chức quốc tế và liên chính phủ về kinh tế: G8, G20, Hiệp định Thương mại Tự do Bắc Mỹ, Diễn đàn Hợp tác Kinh tế châu Á - Thái Bình Dương. Canada là một thành viên của Tổ chức Hiệp ước Bắc Đại Tây Dương (NATO).

## Từ nguyên
Tên gọi Canada bắt nguồn từ kanata trong ngôn ngữ của người Iroquois Saint Lawrence, nghĩa là "làng" hay "khu định cư". Năm 1535, các cư dân bản địa của khu vực nay là thành phố Québec sử dụng từ này để chỉ đường cho nhà thám hiểm người Pháp Jacques Cartier đến làng Stadacona. Cartier sau đó sử dụng từ Canada để nói đến không chỉ riêng ngôi làng, mà là toàn bộ khu vực lệ thuộc vào Donnacona (tù trưởng tại Stadacona); đến khoảng năm 1545, các sách và bản đồ tại châu Âu bắt đầu gọi khu vực này là Canada.
Trong thế kỷ XVII và đầu thế kỷ XVIII, "Canada" dùng để chỉ phần lãnh thổ nằm dọc theo sông Saint-Laurent thuộc Tân Pháp. Nhằm trừng phạt việc Mười ba thuộc địa kháng cự, Anh Quốc mở rộng trên quy mô rất lớn lãnh thổ Canada theo Đạo luật Quebec 1774, bao gồm cả lãnh thổ chưa được định cư tại khu vực Ngũ Đại hồ kéo xuống sông Ohio. Một phần lãnh thổ đơn phương thêm vào này được chuyển giao cho Hoa Kỳ vào năm 1783, song Canada thuộc Anh vẫn giữ lại toàn bộ vùng đất phía bắc của Ngũ Đại Hồ (tạo thành phần lớn Ontario hiện nay). Năm 1791, người Anh định danh khu vực này là Thượng Canada và khu vực có truyền thống nói tiếng Pháp là Hạ Canada, chúng tái thống nhất thành tỉnh Canada vào năm 1841.
Đến khi liên bang hóa vào năm 1867, Canada được chọn làm tên gọi pháp lý của quốc gia mới, và từ Dominion (lãnh thổ tự trị) được ban để làm danh hiệu của quốc gia. Tuy nhiên, khi Canada khẳng định quyền tự chủ của mình khỏi Anh Quốc, chính phủ liên bang ngày càng chỉ sử dụng Canada trong các tài liệu nhà nước và hiệp định, sự thay đổi này được phản ánh thông qua việc đổi tên ngày lễ quốc gia từ Ngày Lãnh thổ tự trị sang Ngày Canada vào năm 1982.

## Lịch sử

### Các sắc dân bản địa
Các nghiên cứu khảo cổ học và phân tích di truyền học cho biết có một sự hiện diện của loài người tại bắc bộ khu vực Yukon từ 24.500 TCN, và tại nam bộ Ontario từ 7500 TCN. Những người này đến khu vực nay là Canada thông qua Beringia theo đường cầu lục địa Bering. Các di chỉ khảo cổ học người Da đỏ cổ đại (Paleo-Indian) tại bình nguyên Old Crow và các động Bluefish là hai trong số các di chỉ cổ nhất về sự cư trú của loài người tại Canada. Các đặc trưng của các xã hội Thổ dân Canada gồm có các khu định cư thường xuyên, nông nghiệp, kết cấu phân tầng xã hội phức tạp, và các mạng lưới mậu dịch. Một số trong các nền văn hóa này đã bị sụp đổ vào lúc những nhà thám hiểm người châu Âu đến vào cuối thế kỷ XV và đầu thế kỷ XVI, và chỉ khám phá ra nhờ các điều tra nghiên cứu khảo cổ học.
Vào thời điểm người châu Âu thiết lập các khu định cư đầu tiên, dân số thổ dân Canada được ước tính là từ 200.000 đến hai triệu, còn Uỷ ban Hoàng gia Canada về Sức khỏe Thổ dân chấp nhận con số 500.000. Do hậu quả từ quá trình thực dân hóa của người châu Âu, các dân tộc Thổ dân Canada phải chịu tổn thất do các dịch bệnh truyền nhiễm mới được đưa đến bùng phát lặp lại nhiều lần, như dịch cúm, dịch sởi, dịch đầu mùa (do Thổ dân không có miễn dịch tự nhiên), kết quả là dân số của họ giảm từ 40-80% trong các thế kỷ sau khi người châu Âu đến. Các dân tộc Thổ dân tại Canada ngày nay gồm có Các dân tộc Trước tiên (First Nations), Inuit, và Métis. Người Métis là một dân tộc hỗn huyết, họ hình thành từ thế kỷ XVII khi những người Dân tộc Trước tiên và người Inuit kết hôn với dân định cư người châu Âu. Nhìn chung, người Inuit có ảnh hưởng tương hỗ hạn chế hơn với người châu Âu định cư trong thời kỳ thuộc địa hóa.

### Người châu Âu thuộc địa hóa
Nỗ lực đầu tiên được biết đến nhằm thuộc địa hóa lãnh thổ nay là Canada của người châu Âu bắt đầu khi người Norse định cư trong một thời gian ngắn tại L'Anse aux Meadows thuộc Newfoundland vào khoảng năm 1000 CN. Không có thêm hành động thám hiểm của người châu Âu cho đến năm 1497, khi đó thủy thủ người Ý John Cabot khám phá ra vùng duyên hải Đại Tây Dương của Canada cho Vương quốc Anh. Các thủy thủ người Basque và người Bồ Đào Nha thiết lập các tiền đồn săn bắt cá voi và cá dọc theo vùng duyên hải Đại Tây Dương của Canada vào đầu thế kỷ XVI. Năm 1534, nhà thám hiểm người Pháp Jacques Cartier khám phá ra sông St. Lawrence, vào ngày 24 tháng 7 ông cắm một thánh giá cao 10 mét (33 ft) mang dòng chữ "Pháp quốc quốc vương vạn tuế", và đoạt quyền chiếm hữu lãnh thổ nhân danh Quốc vương François I.

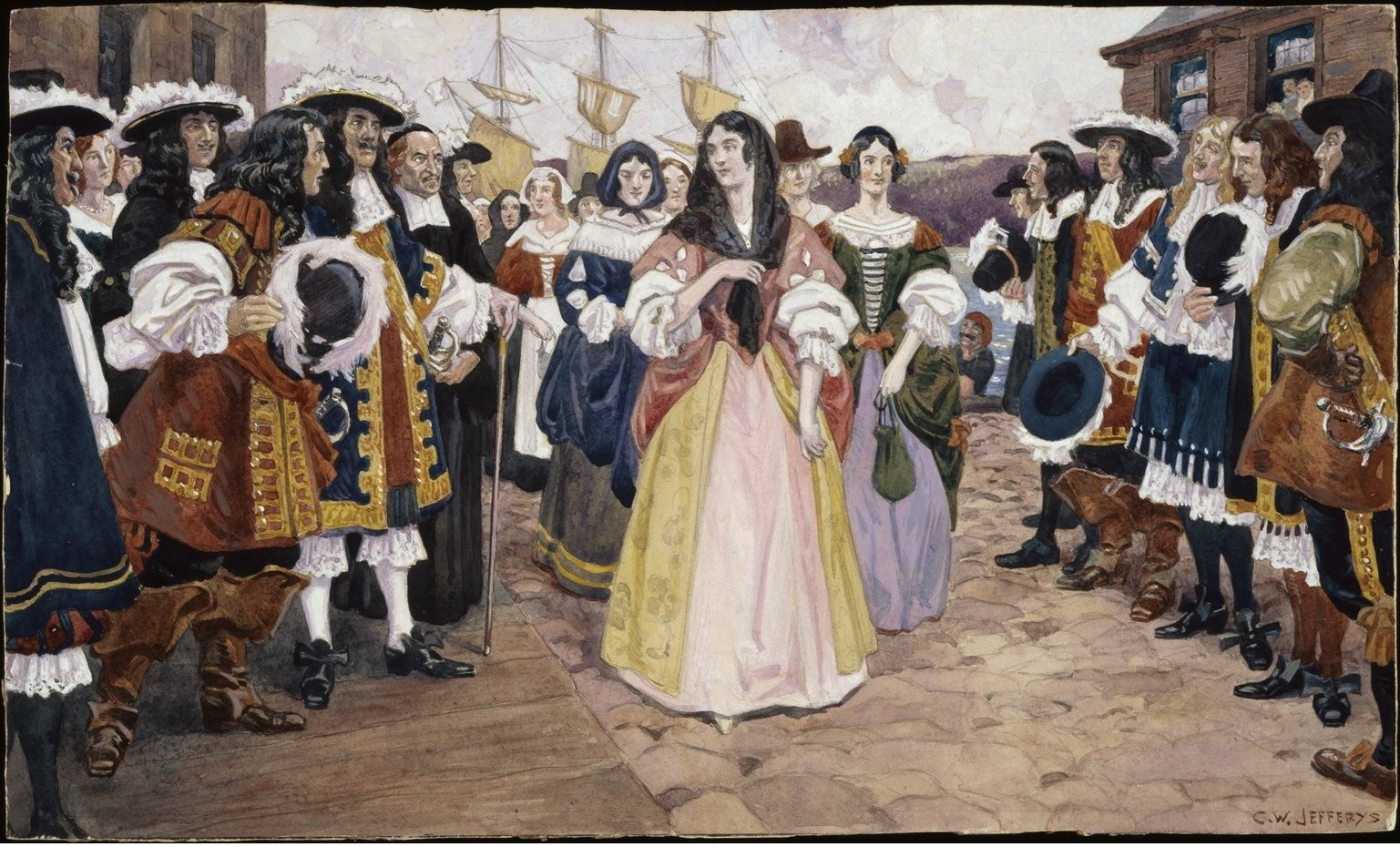
Các "cô nương của Quốc vương" đến Québec vào năm 1667, họ nhập cư đến Tân Pháp theo một chương trình của Quốc vương Pháp Louis XIV

Năm 1583, nhà thám hiểm người Anh Humphrey Gilbert tuyên bố chủ quyền đối với St. John's, Newfoundland, nơi này trở thành thuộc địa đầu tiên của Anh tại Bắc Mỹ theo đặc quyền vương thất của Nữ vương Elizabeth I. Nhà thám hiểm người Pháp Samuel de Champlain đến vào năm 1603, và thiết lập các khu định cư thường xuyên đầu tiên của người châu Âu tại Port Royal vào năm 1605 và thành phố Québec vào năm 1608. Trong số những người Pháp thực dân tại Tân Pháp, người Canada định cư rộng rãi tại thung lũng sông St. Lawrence và người Acadia định cư tại các tỉnh Hàng hải (Maritimes) ngày nay, trong khi các thương nhân da lông thú và các nhà truyền giáo Cơ Đốc thăm dò Ngũ Đại Hồ, vịnh Hudson, và lưu vực sông Mississippi đến Louisiana. Các cuộc chiến tranh Hải ly bùng nổ vào giữa thế kỷ XVII do tranh chấp quyền kiểm soát đối với mậu dịch da lông thú tại Bắc Mỹ.
Người Anh thiết lập thêm các thuộc địa tại Cupids và Ferryland trên đảo Newfoundland, bắt đầu vào năm 1610. Mười ba thuộc địa ở phía nam được thành lập ngay sau đó. Một loạt bốn cuộc chiến bùng nổ tại Bắc Mỹ thuộc địa hóa từ năm 1689 đến năm 1763; các cuộc chiến sau của giai đoạn này tạo thành Mặt trận Bắc Mỹ trong Chiến tranh Bảy năm. Nova Scotia đại lục nằm dưới quyền cai trị của người Anh theo Hiệp định Utrecht 1713; Hiệp định Paris (1763) nhượng lại Canada và hầu hết Tân Pháp cho Đế quốc Anh sau Chiến tranh Bảy năm.
Tuyên ngôn Vương thất 1763 tạo nên tỉnh Quebec (từ Tân Pháp cũ), và sáp nhập đảo Cape Breton vào Nova Scotia. Đảo St. John's (nay là đảo Prince Edward) trở thành một thuộc địa riêng biệt c̉av Anh ào năm 1769. Nhằm ngăn ngừa xung đột tại Québec, Anh Quốc thông qua đạo luật Québec vào năm 1774, mở rộng lãnh thổ của Québec đến Ngũ Đại Hồ và thung lũng sông Ohio. Anh Quốc cũng tái lập ngôn ngữ Pháp, đức tin Công giáo La Mã, và dân luật Pháp tại đây. Điều này khiến cho nhiều cư dân Mười ba Thuộc địa tức giận, kích động tình cảm chống Anh trong những năm trước khi bùng nổ Cách mạng Mỹ.
Theo Hiệp định Paris 1783, Anh Quốc công nhận tình trạng độc lập của Hoa Kỳ và nhượng lại các lãnh thổ ở phía nam của Ngũ Đại Hồ cho Hoa Kỳ. New Brunswick tách khỏi Nova Scotia trong một chiến dịch tái tổ chức các khu định cư trung thành tại The Maritime. Nhằm hòa giải những người nói tiếng Anh trung thành tại Quebec, Đạo luật Hiến pháp 1791 chia tỉnh này thành Hạ Canada (sau là Québec) Pháp ngữ và Thượng Canada (sau là Ontario) Anh ngữ, trao cho mỗi nơi quyền có riêng hội đồng lập pháp được bầu cử.
Hai thuộc địa là chiến trường chính trong Chiến tranh năm 1812 giữa Hoa Kỳ và Anh Quốc. Sau chiến tranh là 
hiện tượng nhập cư quy mô lớn từ đảo Anh và đảo Ireland bắt đầu vào năm 1815. Từ năm 1825 đến năm 1846, 626.628 người nhập cư châu Âu được ghi chép là đã đặt chân lên các cảng tại Canada. Họ gồm có những người Ireland chạy trốn Nạn đói lớn Ireland cũng như ngững người Scot nói tiếng Gael phải dời đi theo Thanh trừ Cao địa (Highland Clearances). Khoảng từ một phần tư đến một phần ba tổng số người châu Âu nhập cư đến Canada trước năm 1891 đã thiệt mạng do các bệnh truyền nhiễm.
Nguyện vọng của người Canada về việc có chính phủ chịu trách nhiệm dẫn đến các cuộc Nổi dậy năm 1837 song kết quả là nhanh chóng thất bại. Báo cáo Durham sau đó đề xuất về chính phủ chịu trách nhiệm và đồng hóa người Canada gốc Pháp vào văn hóa Anh. Đạo luật Liên minh 1840 hợp nhất Thượng và Hạ Canada thành tỉnh Canada thống nhất. Chính phủ chịu trách nhiệm được thành lập cho toàn bộ các tỉnh Bắc Mỹ thuộc Anh từ năm 1849. Anh Quốc và Hoa Kỳ ký kết Hiệp định Oregon vào năm 1846, qua đó kết thúc tranh chấp biên giới Oregon, kéo dài biên giới về phía tây dọc theo vĩ độ 49° Bắc. Hiệp định này mở đường cho việc hình thành các thuộc địa đảo Vancouver (1849) và British Columbia (1858).

### Liên bang và khuếch trương

Phát triển và thay đổi các tỉnh và lãnh thổ của Canada kể từ khi lập liên minh vào năm 1867

Sau một vài hội nghị hiến pháp, Đạo luật Hiến pháp 1867 chính thức tuyên bố thành lập Liên minh Canada vào ngày 1 tháng 7 năm 1867, ban đầu gồm có bốn tỉnh – Ontario, Québec, Nova Scotia, và New Brunswick. Canada đảm nhận quyền kiểm soát Đất Rupert và Lãnh thổ Tây-Bắc để hình thành nên các Lãnh thổ Tây Bắc, tại lãnh thổ này sự bất bình của người Métis bùng phát thành Nổi dậy Red River và hình thành tỉnh Manitoba vào tháng 7 năm 1870. British Columbia và Đảo Vancouver (được hợp nhất vào năm 1866) gia nhập Liên minh vào năm 1871, còn đảo Prince Edward gia nhập vào năm 1873.
Thủ tướng John A. Macdonald và chính phủ Bảo thủ của ông lập ra một chính sách quốc gia về thuế quan nhằm bảo hộ các ngành công nghiệp chế tạo còn non trẻ của Canada. Để khai thông phía Tây, chính phủ tài trợ việc xây dựng ba tuyến đường sắt xuyên lục địa, mở cửa các thảo nguyên cho hoạt động định cư theo Đạo luật Thổ địa Lãnh thổ tự trị, và thiết lập Kị cảnh Tây-Bắc để khẳng định quyền lực trên lãnh thổ này. Năm 1898, trong Cơn sốt vàng Klondike tại các Lãnh thổ Tây Bắc, chính phủ Canada lập ra Lãnh thổ Yukon. Dưới thời Chính phủ Tự do của Thủ tướng Wilfrid Laurier, những người nhập cư đến từ lục địa châu Âu đến định cư trên các thảo nguyên, rồi Alberta và Saskatchewan trở thành các tỉnh vào năm 1905.

### Đầu thế kỷ XX

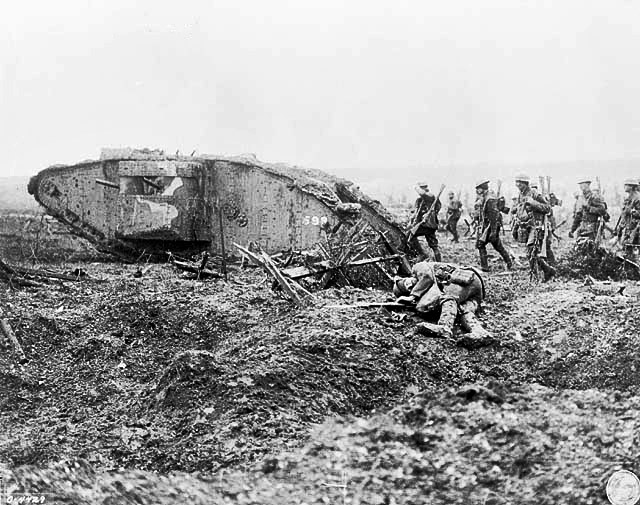
Các binh sĩ Canada và một tăng Mark II trong Trận cao điểm Vimy tại Pháp vào năm 1917

Anh Quốc vẫn duy trì quyền kiểm soát trên lĩnh vực đối ngoại của Canada theo Đạo luật Liên minh, do vậy việc cường quốc này tuyên chiến vào năm 1914 tự động đưa Canada vào Chiến tranh thế giới thứ nhất. Các quân nhân tình nguyện được đưa đến Mặt trận phía Tây và sau đó trở thành một phần của Quân đoàn Canada. Quân đoàn đóng một vai trò quan trọng trong trận cao điểm Vimy và các hoạt động giao chiến khác trong cuộc chiến. Trong số xấp xỉ 625.000 người Canada phục vụ trong Chiến tranh thế giới thứ nhất, có khoảng 60.000 bị giết và 173.000 bị thương. Khủng hoảng Tòng quân năm 1917 nổ ra khi Thủ tướng Bảo thủ Robert Borden cho tiến hành nghĩa vụ quân sự cưỡng bách bất chấp sự phản đối dữ dội của người Québec Pháp ngữ. Cuộc khủng hoảng này, cùng với các tranh chấp về các trường tiếng Pháp bên ngoài Quebec, tạo ra hố ngăn cách sâu sắc với người Canada Pháp ngữ và chia rẽ tạm thời Đảng Tự do. Chính phủ Liên minh của Robert Borden bao gồm cả nhiều người Tự do Anh ngữ, đã giành được chiến thắng lớn trong cuộc bầu cử năm 1917. Năm 1919, Canada gia nhập Hội Quốc Liên với tư cách độc lập với Anh, Quy chế Westminster 1931 xác nhận tình trạng độc lập của Canada.
Trong Đại khủng hoảng tại Canada vào đầu thập kỷ 1930, kinh tế bị suy thoái, khiến toàn quốc gặp cảnh gian khổ. Ba ngày sau khi Anh Quốc tuyên chiến với Đức Quốc xã trong Chiến tranh thế giới thứ hai, chính phủ Tự do của Thủ tướng William Lyon Mackenzie King tuyên chiến với Đức một cách độc lập. Các đơn vị lục quân Canada đầu tiên đến Anh Quốc vào tháng 12 năm 1939. Quân Canada đóng vai trò quan trọng trong nhiều trận chiến then chốt của đại chiến, gồm có Trận Dieppe năm 1942, Đồng Minh xâm chiếm Ý, đổ bộ Normandie, trận Normandie, và trận Scheldt vào năm 1944. Canada cung cấp nơi tị nạn cho quân chủ Hà Lan khi quốc gia này bị Đức chiếm đóng, và được người Hà Lan tín nhiệm vì có đóng góp lớn vào việc giải phóng quốc gia này khỏi Đức Quốc xã. Kinh tế Canada bùng nổ trong chiến tranh khi mà các ngành công nghiệp của quốc gia sản xuất các trang thiết bị quân sự cho Canada, Anh Quốc, Trung Quốc và Liên Xô. Mặc dù có một cuộc khủng hoảng tòng quân khác tại Québec vào năm 1944, song Canada kết thúc chiến tranh với một quân đội lớn và kinh tế mạnh.

### Thời hiện đại

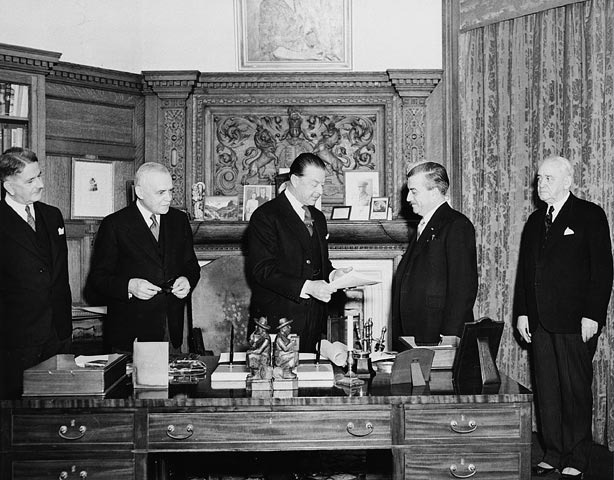
Tại Hội trường Rideau Hall, Toàn quyền Harold Alexander (giữa) nhận dự luật về các điều khoản liên minh giữa Newfoundland và Canada vào ngày 31 tháng 3 năm 1949

Khủng hoảng tài chính trong đại suy thoái khiến cho Quốc gia tự trị Newfoundland từ bỏ chính phủ chịu trách nhiệm vào năm 1934 và trở thành một thuộc địa vương thất do một Thống đốc Anh cai trị. Sau hai cuộc trưng cầu dân ý gay cấn vào năm 1948, người dân Newfoundland bỏ phiếu chấp thuận gia nhập Canada vào năm 1949 với địa vị một tỉnh.
Tăng trưởng kinh tế thời hậu chiến của Canada là sự kết hợp các chính sách của các chính phủ Tự do kế tiếp nhau, dẫn đến hình thành một bản sắc Canada mới, biểu thị thông qua việc chấp thuận quốc kỳ lá phong hiện nay vào năm 1965, thi hành song ngữ chính thức (tiếng Anh và tiếng Pháp) vào năm 1969, và lập thể chế đa nguyên văn hóa chính thức vào năm 1971. Các chương trình dân chủ xã hội cũng được tiến hành, chẳng hạn như Medicare (bảo hiểm y tế), Kế hoạch Trợ cấp Canada, và Cho vay sinh viên Canada, song chính phủ các tỉnh, đặc biệt là tại Quebec và Alberta, phản đối nhiều chương trình trong số đó vì nó xâm phạm đến phạm vi quyền hạn của họ.
Một loạt các hội nghị hiến pháp khác dẫn đến kết quả là hiến pháp Canada đoạn tuyệt với Anh Quốc vào năm 1982, đồng thời với việc tạo thành Hiến chương Canada về Quyền lợi và tự do. Năm 1999, Nunavut trở thành lãnh thổ thứ ba của Canada sau một loạt đàm phán với chính phủ liên bang.
Đồng thời, Quebec trải qua các biến đổi xã hội và kinh tế sâu sắc do Cách mạng Yên tĩnh trong thập niên 1960, sản sinh ra một phong trào dân tộc chủ nghĩa hiện đại. Mặt trận giải phóng Québec (FLQ) cấp tiến kích động Khủng thoảng Tháng Mười với một loạt vụ đánh bom và bắt cóc vào năm 1970, Đảng Người Québec ủng hộ chủ quyền đã đắc cử trong cuộc tuyển cử tại Québec năm 1976, họ tổ chức một cuộc trưng cầu dân ý thất bại về chủ quyền-liên kết vào năm 1980. Các nỗ lực nhằm hòa giải với chủ nghĩa dân tộc Québec bằng hiến pháp thông qua Hòa ước Hồ Meech đã thất bại vào năm 1990. Điều này dẫn đến việc hình thành khối Người Québec tại Québec và cổ vũ Đảng Cải cách Canada tại Tây bộ Canada. Một cuộc trưng cầu dân ý thứ nhì được tiến hành vào năm 1995, kết quả là chủ quyền bị từ chối với đa số mỏng manh. Năm 1997, Tối cao pháp viện phán quyết rằng ly khai đơn phương của một tỉnh là điều vi hiến, và Nghị viện Canada thông qua Đạo luật Rõ ràng (Clarity Act), phác thảo các điều khoản về một xuất phát điểm đàm phán từ Liên minh.
Ngoài vấn đề chủ quyền của Québec, một số cuộc khủng hoảng làm náo động xã hội Canada vào cuối thập niên 1980 và đầu thập niên 1960. Chúng gồm có Chuyến bay 182 của Air India phát nổ vào năm 1985, vụ mưu sát hàng loạt lớn nhất trong lịch sử Canada; Thảm sát trường Bách khoa École vào năm 1989, một vụ xả súng đại học với mục tiêu là các nữ sinh; và Khủng hoảng Oka năm 1990, là diễn biến đầu tiên trong một loạt các xung đột bạo lực giữa chính phủ và các nhóm Thổ dân. Canada tham gia trong Chiến tranh Vùng Vịnh năm 1990 với vị thế là một phần trong lực lượng liên minh do Hoa Kỳ lãnh đạo, và hoạt động trong một số sứ mệnh gìn giữ hòa bình trong thập kỷ 1990, bao gồm sứ mệnh UNPROFOR tại Nam Tư cũ.
Canada cử quân đến Afghanistan vào năm 2001, song từ chối tham gia cuộc xâm chiếm Iraq do Hoa Kỳ dẫn đầu vào năm 2003. Năm 2009, kinh tế Canada chịu tổn thất trong Đại suy thoái toàn cầu, song đã phục hồi một cách khiêm tốn. Năm 2011, các lực lượng của Canada tham gia vào cuộc can thiệp do NATO dẫn đầu trong Nội chiến Libya.

## Địa lý
Canada chiếm phần lớn phía bắc của Bắc Mỹ, có biên giới trên bộ với Hoa Kỳ liền kề ở phía nam và bang Alaska của Hoa Kỳ ở phía tây bắc. Canada trải dài từ Đại Tây Dương ở phía đông đến Thái Bình Dương ở phía tây, phía bắc là Bắc Băng Dương. Greenland thuộc Vương quốc Đan Mạch nằm ở phía đông bắc, còn Saint Pierre và Miquelon thuộc Pháp thì nằm ở phía nam đảo Newfoundland của Canada. Theo tổng diện tích, Canada là quốc gia lớn thứ hai trên thế giới, sau Nga. Theo diện tích đất, Canada xếp thứ tư. Quốc gia nằm giữa các vĩ độ 41°B và 84°B, và giữa các kinh độ 52° T và 141°T.

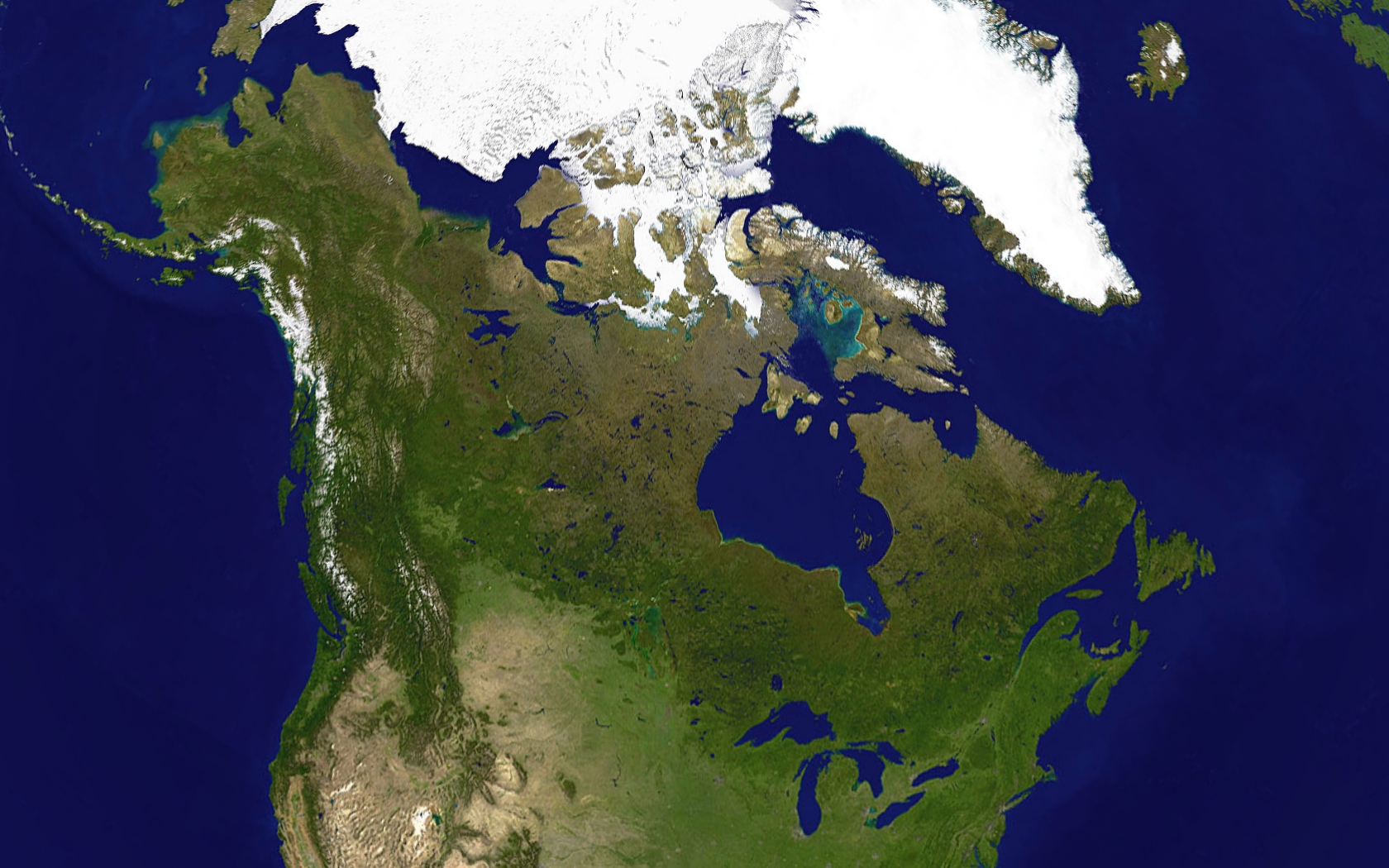
Ảnh vệ tinh ghép của Canada. Các khu rừng phương Bắc chiếm ưu thế trên khiên Canada nhiều đá, trong khi băng và đài nguyên chiếm ưu thế tại vùng Bắc Cực.

Kể từ năm 1925, Canada tuyên bố chủ quyền với phần thuộc vùng Bắc Cực nằm giữa 60°T và 141°T, song yêu sách này không được công nhận phổ biến. Canada là nơi có khu định cư viễn bắc nhất của thế giới, đó là trạm Alert của Quân đội Canada, nằm ở mũi phía bắc của đảo Ellesmere – vĩ độ 82,5°B – cách Bắc Cực 817 kilômét (508 mi). Phần lớn vùng Bắc Cực thuộc Canada bị băng và tầng đất đóng băng vĩnh cửu bao phủ. Canada có đường bờ biển dài nhất trên thế giới, với tổng chiều dài là 202.080 kilômét (125.570 mi); thêm vào đó, biên giới Canada-Hoa Kỳ là biên giới trên bộ dài nhất thế giới, trải dài 8.891 kilômét (5.525 mi).
Từ khi kỷ băng hà cuối cùng kết thúc, Canada gồm có tám miền rừng riêng biệt, gồm có rừng phương Bắc rộng lớn trên khiên Canada. Canada có khoảng 31.700 hồ lớn hơn 3 kilômét vuông (300 ha), nhiều hơn bất kỳ quốc gia nào khác, và chứa nhiều nước ngọt của thế giới. Cũng có một số sông băng nước ngọt trên Dãy núi Rocky của Canada và Dãy núi Coast. Canada là khu vực hoạt động về mặt địa chất, có nhiều động đất và núi lửa hoạt động tiềm năng, đáng chú ý là núi Meager, núi Garibaldi, núi Cayley, và tổ hợp núi lửa núi Edziza. Vụ Tseax Cone phun trào núi lửa vào năm 1775 nằm trong số các thảm họa tự nhiên tệ nhất tại Canada, sát hại 2.000 người Nisga'a và hủy diệt làng của họ tại thung lũng sông Nass ở bắc bộ British Columbia. Vụ phun trào tạo ra dòng chảy nham thạch dài 22,5 kilômét (14,0 mi), và theo truyền thuyết của người Nisga'a thì nó chặn dòng chảy của sông Nass. Mật độ dân số của Canada là 3,3 người trên kilômét vuông (8,5/sq mi), nằm vào hàng thấp nhất trên thế giới. Phần có mật độ dân số đông đúc nhất của quốc gia là hành lang Thành phố Québec – Windsor, nằm tại Nam bộ Québec và Nam bộ Ontario dọc theo Ngũ Đại Hồ và sông St. Lawrence.

Nhiệt độ tối cao trung bình mùa đông và mùa hè tại Canada khác biệt giữa các khu vực. Mùa đông có thể khắc nghiệt tại nhiều nơi của quốc gia, đặc biệt là trong vùng nội địa và các tỉnh thảo nguyên, là những nơi có khí hậu lục địa với nhiệt độ trung bình ngày là gần −15 °C (5 °F), song có thể xuống dưới −40 °C (−40 °F) với các cơn gió lạnh dữ dội. Tại các vùng không nằm ven biển, tuyết có thể bao phủ mặt đất gần sáu tháng mỗi năm, trong khi các phần ở phía bắc có thể dai dẳng quanh năm. British Columbia Duyên hải có một khí hậu ôn hòa, với một mùa đông ôn hòa và mưa nhiều. Ở các vùng bờ biển phía đông và phía tây, nhiệt độ tối cao trung bình thường là dưới hai mươi mấy độ C, trong khi tại lãnh thổ giữa các vùng bờ biển thì nhiệt độ tối cao vào mùa hạ biến động từ 25 đến 30 °C (77 đến 86 °F), nhiệt độ tại một số nơi ở nội địa thỉnh thoảng vượt quá 40 °C (104 °F).

## Kinh tế

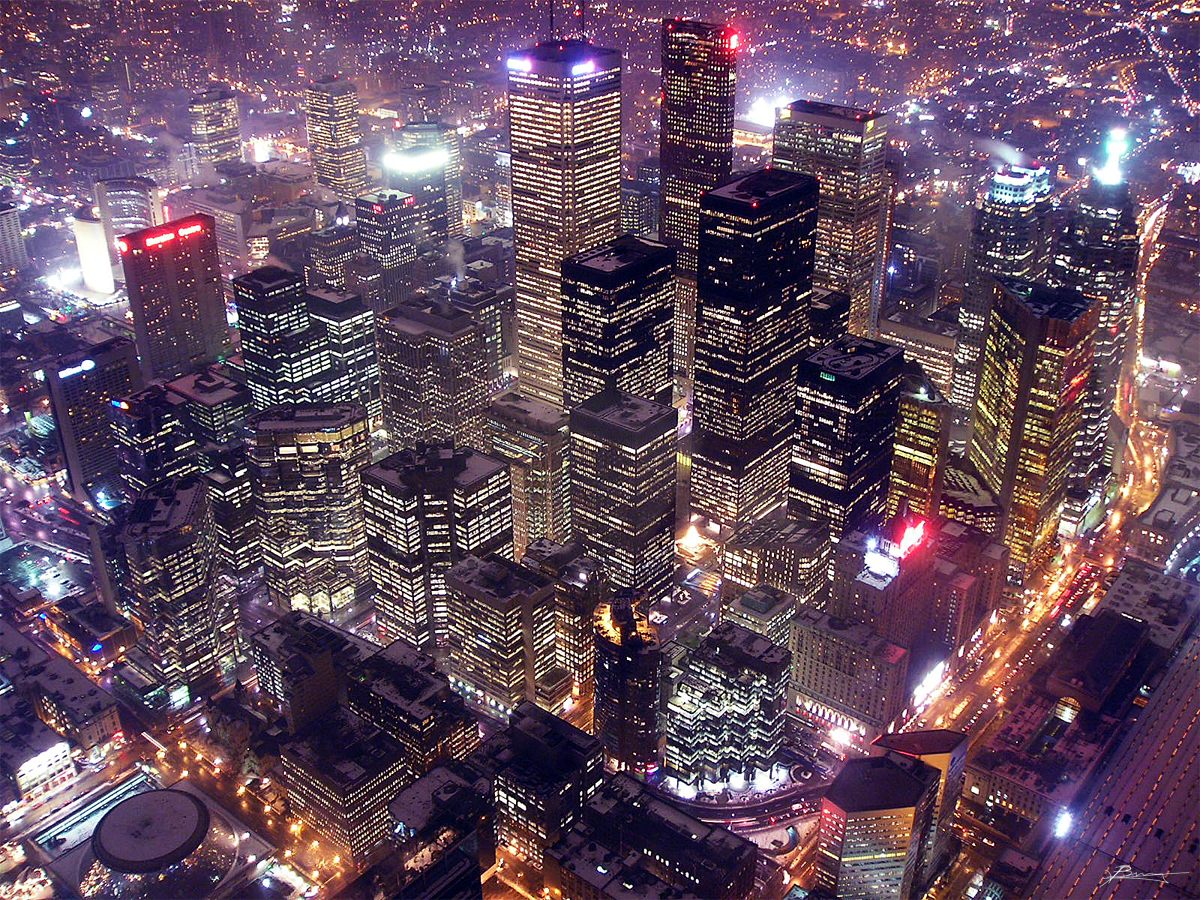
Toronto, trung tâm tài chính của Canada

Ngân hàng Canada là ngân hàng trung ương của quốc gia. Ngoài ra, Bộ trưởng Tài chính và Bộ trưởng Công nghiệp sử dụng hệ thống cục Thống kê Canada để lập kế hoạch tài chính. Sở giao dịch chứng khoán Toronto là sở giao dịch chứng khoán lớn thứ bảy trên thế giới với 1.577 công ty niêm yết vào năm 2012. Canada là nền kinh tế lớn thứ 10 trên thế giới, với GDP danh nghĩa năm 2012 là khoảng 1.532.340 tỷ đô la Mỹ. Đây là một thành viên của Tổ chức Hợp tác và Phát triển kinh tế (OECD) và G8, và là một trong mười quốc gia mậu dịch đứng đầu thế giới, với một nền kinh tế toàn cầu hóa cao độ. Canada có một nền kinh tế hỗn hợp, xếp hạng trên Hoa Kỳ và hầu hết các quốc gia Tây Âu về chỉ số tự do kinh tế của Heritage Foundation (Tổ chức Di sản), và trải qua bất bình đẳng thu nhập ở mức tương đối thấp. Năm 2008, lượng hàng hóa nhập khẩu của Canada có giá trị trên 442,9 tỷ CAD, trong đó 280,8 tỷ CAD bắt nguồn từ Hoa Kỳ, 11,7 tỷ CAD bắt nguồn từ Nhật Bản, và 11,3 tỷ CAD bắt nguồn từ Anh Quốc. Tổng thâm hụt thương mại của Canada vào năm 2009 là 4,8 tỷ CAD, trong khi vào năm 2008 quốc gia này thặng dư 46,9 tỷ CAD.
Kể từ đầu thế kỷ XX, sự phát triển của các ngành chế tạo, khai mỏ, và các lĩnh vực dịch vụ đã chuyển đổi Canada từ một nền kinh tế nông thôn mức độ lớn sang nền kinh tế đô thị hóa, công nghiệp. Giống như nhiều quốc gia phát triển khác, ngành công nghiệp dịch vụ chi phối kinh tế Canada, cung cấp việc làm cho khoảng ba phần tư lực lượng lao động toàn quốc. Tuy nhiên, Canada có sự khác biệt về tầm quan trọng của khu vực sơ khai, mà trong đó các ngành đốn gỗ và dầu mỏ là hai trong số các thành phần nổi bật nhất.
Canada là một trong vài quốc gia phát triển xuất khẩu ròng năng lượng. Canada Đại Tây Dương có các mỏ khí đốt ngoài khơi rộng lớn, và Alberta cũng có các tài nguyên dầu khí lớn. Các mỏ cát dầu Athabasca và các tài sản khác khiến Canada sở hữu 13% trữ lượng dầu toàn cầu, và lớn thứ ba trên thế giới, sau Venezuela và Ả Rập Xê Út. Canada cũng là một trong các quốc gia lớn nhất về cung cấp nông sản trên thế giới; Các thảo nguyên Canada là một trong những nơi sản xuất có tầm quan trọng toàn cầu nhất về lúa mì, cải dầu, và các loại hạt khác. Các mặt hàng tài nguyên tự nhiên xuất khẩu chính của nước Canada là thiếc và urani, và quốc gia này cũng là nhà xuất khẩu hàng đầu về nhiều loại khoáng sản khác như vàng, niken, nhôm, thép, quặng sắt, than cốc, và chì. Tại nhiều thị trấn tại bắc bộ Canada, nơi mà nông nghiệp gặp khó khăn, kinh tế của họ dựa vào các mỏ khoáng sản lân cận hoặc các nguồn gỗ. Canada cũng có một ngành chế tạo tương đối lớn tập trung tại nam bộ Ontario và Québec, các ngành công nghiệp quan trọng đặc biệt gồm có ô tô và hàng không.

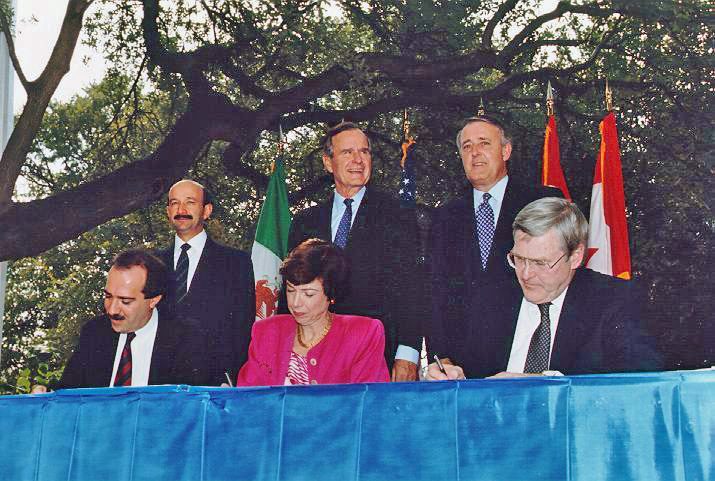
Đại diện chính phủ của Canada, México, và Hoa Kỳ ký vào Hiệp định Thương mại Tự do Bắc Mỹ (NAFTA) vào năm 1992.

Sự hội nhập của kinh tế Canada với Hoa Kỳ tăng lên đáng kể từ sau Chiến tranh thế giới thứ hai. Hiệp định Mậu dịch các sản phẩm ô tô (APTA) năm 1965 mở cửa biên giới cho mậu dịch trong ngành sản xuất ô tô. Trong thập niên 1970, các mối quan tâm về sự độc lập năng lượng và sở hữu ngoại quốc trong lĩnh vực chế tạo thúc đẩy chính phủ Tự do của Thủ tướng Pierre Trudeau ban hành Chương trình Năng lượng quốc gia (NEP) và Cơ quan Đánh giá đầu tư nước ngoài (FIRA). Trong thập niên 1980, Thủ tướng Brian Mulroney thuộc Đảng Cấp tiến Bảo thủ đã bãi bỏ NEP và đổi tên FIRA thành cơ quan "Đầu tư Canada", nhằm khuyến khích đầu tư nước ngoài. Hiệp định Thương mại tự do Canada – Hoa Kỳ (FTA) năm 1988 đã loại trừ thuế quan giữa hai quốc gia, trong khi Hiệp định Thương mại Tự do Bắc Mỹ (NAFTA) mở rộng thành một khu vực bao gồm cả México vào năm 1994. Vào giữa thập niên 1990, chính phủ Tự do của Jean Chrétien bắt đầu thông báo thặng dư ngân sách hàng năm, và dần trả bớt nợ quốc gia.
Khủng hoảng tài chính toàn cầu năm 2008 gây ra đại suy thoái, dẫn đến tỷ lệ thất nghiệp gia tăng đáng kể tại Canada. Năm 2013, phần lớn kinh tế Canada đã ổn định, song quốc gia vẫn gặp khó khăn do tăng trưởng thấp, tính nhạy cảm với cuộc khủng hoảng Eurozone và tỷ lệ thất nghiệp cao hơn bình thường.

### Khoa học và công nghệ

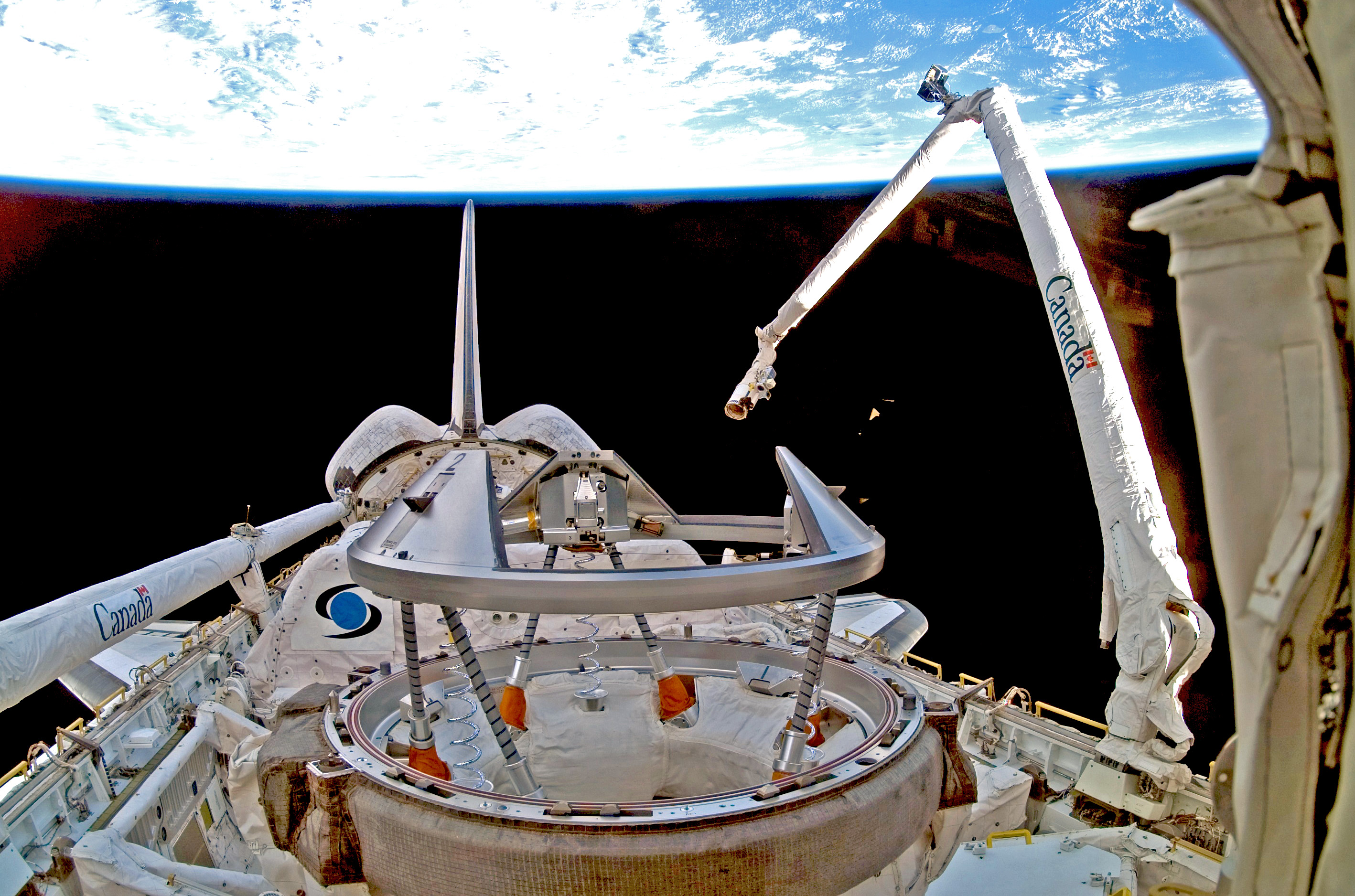
Tay máy robot Canadarm hoạt động trong Tàu con thoi Discovery trong sứ mệnh STS-116 năm 2006.

Năm 2011, Canada chi khoảng 29,9 tỷ CAD cho nghiên cứu và phát triển nội địa. Tính đến năm 2012, quốc gia có 14 giải thưởng Nobel trong các lĩnh vực vật lý học, hóa học, y học, và xếp hạng tư toàn cầu về chất lượng nghiên cứu khoa học trong một nghiên cứu năm 2012 của các nhà khoa học quốc tế. Năm 2012, Canada có trên 28,4 triệu người sử dụng Internet, tức khoảng 83% tổng dân số.
Cơ quan Vũ trụ Canada thực hiện một chương trình không gian hoạt động cao độ, chỉ đạo nghiên cứu không gian sâu, hành tinh, và hàng không; và phát triển các tên lửa và vệ tinh. Bằng việc phóng Alouette 1 vào năm 1962, Canada trở thành quốc gia thứ ba phóng một vệ tinh vào không gian sau Liên Xô và Hoa Kỳ. Năm 1984, Marc Garneau trở thành phi hành gia đầu tiên của Canada. Tính đến năm 2013, có chín người Canada từng bay vào không gian, với 15 sứ mệnh có người lái.
Canada là một bên tham gia trong trạm vũ trụ quốc tế (ISS), và là một nước tiên phong trong người máy không gian, chế tạo ra các tay máy robot Canadarm, Canadarm2 và Dextre cho ISS và cho tàu con thoi của NASA. Từ thập niên 1960, ngành công nghiệp không gian vũ trụ của Canada đã thiết kế và xây dựng nhiều nhãn hiệu vệ tinh, gồm có Radarsat-1 và 2, ISIS và MOST. Canada cũng sản xuất thành công và sử dụng rộng rãi tên lửa thám không Black Brant; trên 1.000 tên lửa Black Brants được phóng kể từ khi nó được giới thiệu vào năm 1961.

## Chính phủ và chính trị
Canada có một hệ thống nghị viện trong khuôn khổ chế độ quân chủ lập hiến, chế độ quân chủ của Canada là nền tảng của các nhánh hành pháp, lập pháp, và tư pháp. Quân chủ của Canada là Quốc vương Charles III, ông cũng đóng vai trò là nguyên thủ quốc gia của 15 quốc gia khác và là nguyên thủ của mỗi tỉnh tại Canada. Đại diện cho Quốc vương là Toàn quyền Canada, người này thực hiện hầu hết các chức trách của quân chủ liên bang tại Canada.
Các nhân vật quân chủ và phó quân chủ bị hạn chế trong việc tham gia trực tiếp vào các lĩnh vực cai trị. Trong thực tiễn, họ sử dụng các quyền hành pháp theo chỉ dẫn của Nội các, đây là một hội đồng gồm các bộ trưởng của Vương quốc chịu trách nhiệm trước Hạ viện, do Thủ tướng Canada lựa chọn và đứng đầu, Thủ tướng Canada là người đứng đầu chính phủ Canada (Thủ tướng hiện tại là ông Mark Carney). Trong các tình thế khủng hoảng nhất định, Toàn quyền hay quân chủ có thể thực thi quyền lực của họ mà không phải dựa theo cố vấn của các bộ trưởng. Nhằm đảm bảo tính ổn định của chính phủ, toàn quyền theo thường lệ sẽ bổ nhiệm thủ tướng là người đang giữ chức lãnh tụ của chính đảng có thể đạt được một đa số tại Hạ viện. Văn phòng Thủ tướng (PMO) do đó là một trong những cơ quan quyền lực nhất trong chính phủ, đề xuất hầu hết các pháp luật để nghị viện phê chuẩn và lựa chọn chức vụ được Quân chủ bổ nhiệm. Các chức vụ này, ngoài đã được nhắc đến ở trên, còn có toàn quyền, phó tổng đốc, tham nghị sĩ, thẩm phán tòa án liên bang, và người đứng đầu các công ty quốc doanh (Crown corporations), và các cơ quan của chính phủ. Lãnh tụ của chính đảng có số ghế nhiều thứ hai thường trở thành 'Lãnh tụ phe đối lập trung thành của Bệ hạ' và là một phần trong một hệ thống nghị viện đối kháng nhằm duy trì sự kiểm tra đối với chính phủ.

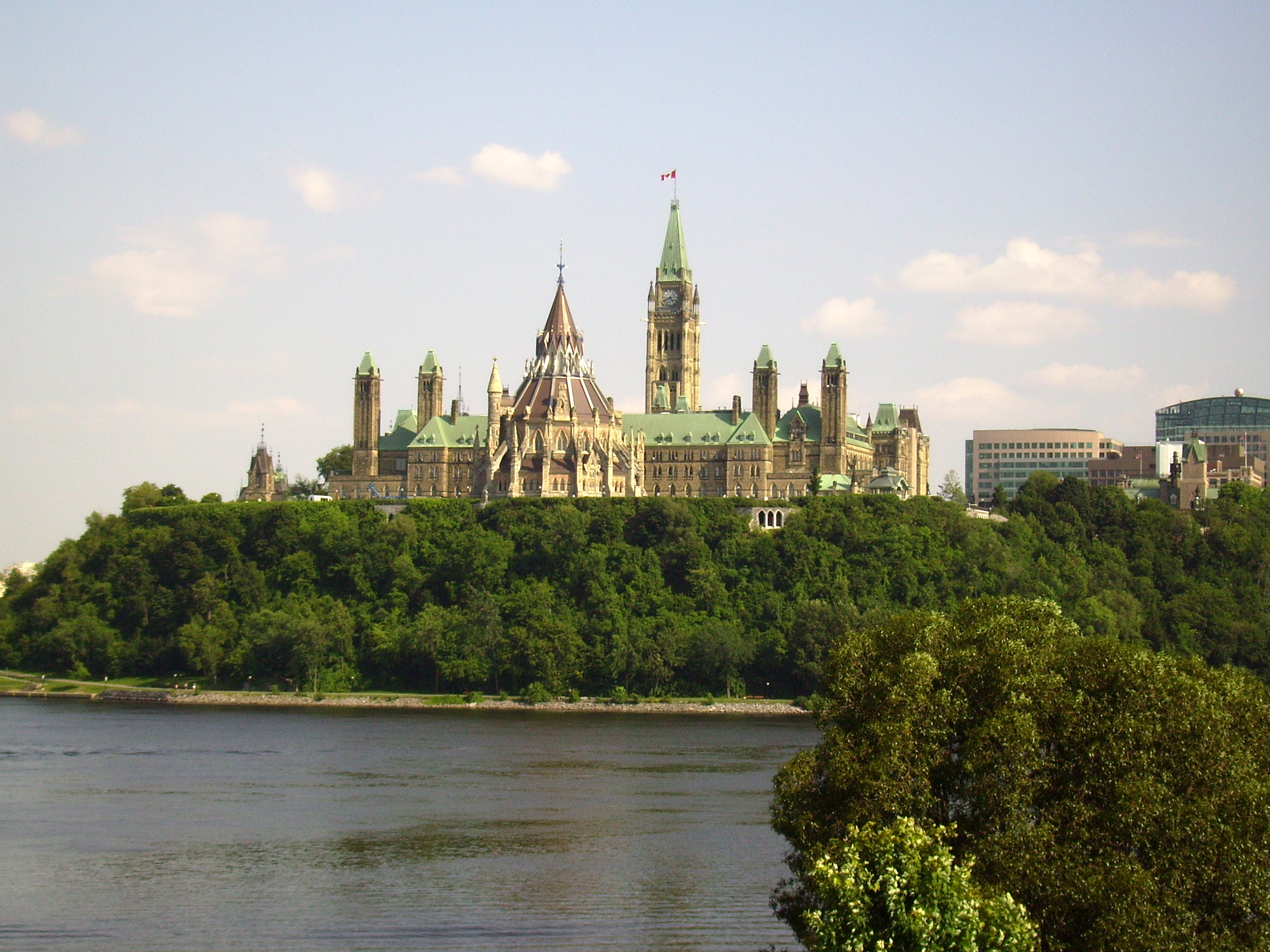
Đồi Nghị viện tại thủ đô Ottawa của Canada

Mỗi một trong số 308 nghị sĩ tại Chúng nghị viện được bầu theo đa số giản đơn trong một khu vực tuyển cử. Tổng tuyển cử phải do toàn quyền yêu cầu, theo cố vấn của thủ tướng trong vòng bốn năm tính từ cuộc bầu cử trước đó, hoặc nếu chính phủ thất bại trong một cuộc bỏ phiếu tín nhiệm tại nghị viện. 105 thành viên của Tham nghị viện, với số ghế được phân chia theo một cơ sở vùng miền, họ phục vụ cho đến tuổi 75. Năm chính đảng có đại biểu được bầu vào nghị viện liên bang trong cuộc bầu cử năm 2011: Đảng Bảo thủ (đảng cầm quyèn), Đảng Tân Dân chủ (đối lập chính thức), Đảng Tự do, Khối Người Québec, và Đảng Xanh.
Cấu trúc liên bang của Canada phân chia các trách nhiệm của chính phủ giữa chính phủ liên bang và 10 tỉnh. Các cơ quan lập pháp cấp tỉnh theo đơn viện chế và hoạt động theo kiểu cách nghị viện tương tự như Chúng nghị viện. Ba lãnh thổ của Canada cũng có các cơ quan lập pháp, song chúng không có chủ quyền và có ít trách nhiệm hiến pháp hơn so với các tỉnh. Cơ quan lập pháp của các lãnh thổ cũng có cấu trúc khác biệt so với cơ quan tương đương của các tỉnh.

### Pháp luật
Hiến pháp Canada là pháp luật tối cao của quốc gia, và gồm có các bản văn bằng văn bản và các quy ước bất thành văn. Đạo luật Hiến pháp 1867 (trước năm 1982 gọi là Đạo luật Bắc Mỹ thuộc Anh), khẳng định sự cai trị dựa trên tiền lệ nghị viện và phân chia quyền lực giữa các chính phủ liên bang và cấp tỉnh. Quy chế Westminster 1931 trao đầy đủ quyền tự trị và Đạo luật Hiến pháp 1982 kết thúc toàn bộ liên kết lập pháp giữa Canada với Anh Quốc, cũng như thêm một thể thức tu chính hiến pháp và Hiến chương Canada về Quyền lợi và Tự do. Hiến chương đảm bảo các quyền lợi và quyền tự do mà theo thường lệ không thể bị chà đạp bởi bất kỳ chính phủ nào-tuy thế một điều khoản tuy nhiên cho phép nghị liên bang và các cơ quan lập pháp cấp tỉnh được phủ quyết một số điều khoản nhất định của Hiến chương trong một giai đoạn 5 năm.
Mặc dù không phải là không có xung đột, các ảnh hưởng tương hỗ ban đầu giữa người Canada gốc châu Âu với người Dân tộc Trước tiên và người Inuit tương đối hòa bình. Đạo luật người Da đỏ (Indian Act), các hiệp định khác nhau và các án lệ pháp được lập ra để điều đình các quan hệ giữa người châu Âu và các dân tộc bản địa. Đảng chú ý nhất là một loạt 11 hiệp định được gọi là Các hiệp định Được đánh số, chúng được ký giữa các dân tộc Thổ dân tại Canada và Quân chủ tại vị của Canada từ năm 1871 đến năm 1921. Các hiệp định này là những thỏa thuận với Hội đồng Xu mật viện quân chủ Canada, được quản lý theo luật Thổ dân Canada, và do Bộ trưởng Sự vụ dân nguyên trú và Phát triển phương Bắc giám sát. Vai trò của các hiệp định và các quyền lợi họ được cấp được tác khẳng định qua Điều 35 của Đạo luật Hiến pháp 1982. Các quyền lợi này có thể bao gồm cung cấp các dịch vụ như y tế, và miễn thuế.

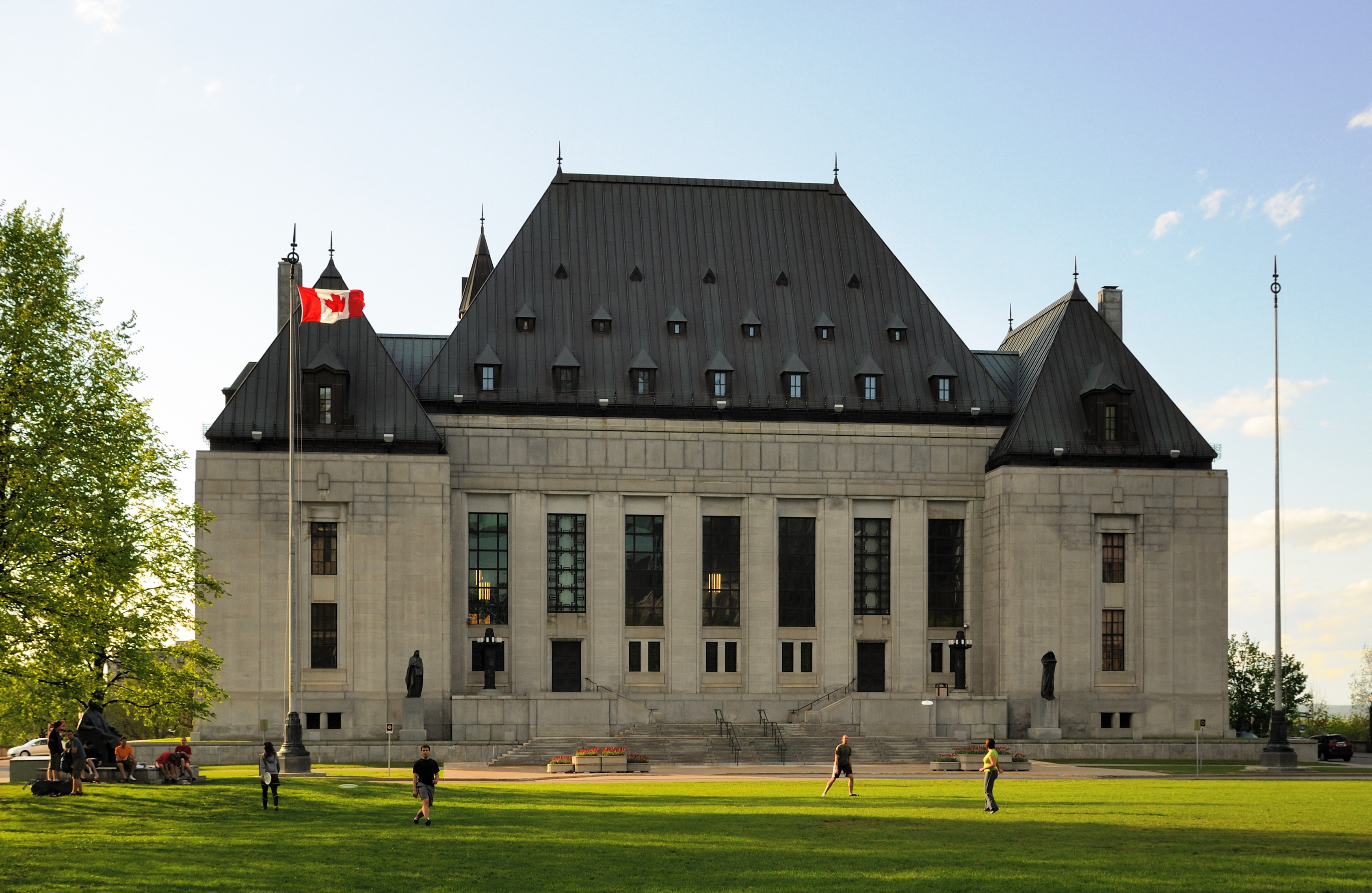
Tối cao pháp viện Canada tại Ottawa, phía tây của Đồi Nghị viện

Bộ máy tư pháp của Canada đóng một vai trò quan trọng trong giải thích các pháp luật và có quyền phủ định các đạo luật của nghị viện nếu chúng vi hiến. Tối cao pháp viện Canada là tòa án cao nhất và nơi phân xử cuối cùng, từ ngày 18 tháng 12 năm 2017 đứng đầu tòa là Chánh án Richard Wagner. Chín thành viên của Tối cao pháp viện do toàn quyền bổ nhiệm theo cố vấn của thủ tướng và bộ trưởng tư pháp. Tất cả thẩm phán ở cấp cao và cấp phúc thẩm đều được bổ nhiệm sau khi hội ý với các cơ cấu pháp luật phi chính phủ. Nội các liên bang cũng bổ nhiệm các thẩm phán cho các tòa cấp cao có quyền hạn cấp tỉnh và lãnh thổ.
Thông luật phổ biến tại hầu hết các khu vực, ngoại trừ tại Québec, trong tỉnh này dân luật chiếm ưu thế. Luật hình sự là trách nhiệm của liên bang và thống nhất trên toàn Canada. Thực thi pháp luật, trong đó có các tòa án hình sự, về chính thức là một trách nhiệm của cấp tỉnh, do lực lượng cảnh sát cấp tỉnh và thành phố thực hiện. Tuy nhiên, tại hầu hết các khu vực nông thôn và một số khu vực thành thị, trách nhiệm được giao ước cho Kị cảnh vương thất Canada cấp liên bang.

### Quan hệ đối ngoại và quân sự

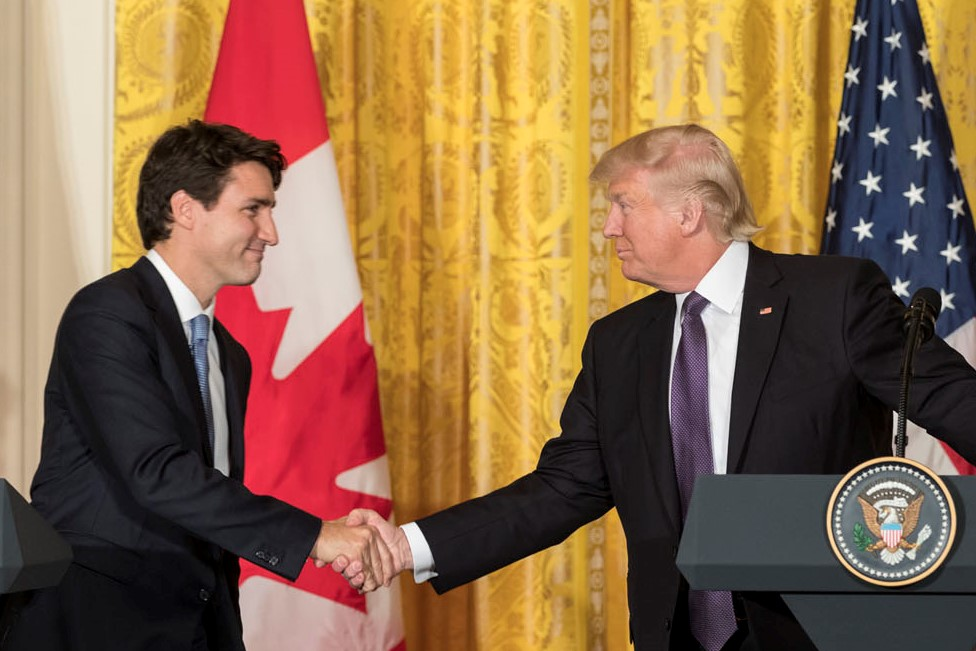
Thủ tướng Trudeau và Tổng thống Trump hội đàm tại Washington D.C., tháng 2 năm 2017

Canada đang sử dụng một lực lượng quân sự chuyên nghiệp, tình nguyện gồm 68.250 nhân viên và khoảng 47.081 quân dự bị. Quân đội Canada (CF) gồm có Lục quân Canada, Hải quân Hoàng gia Canada, và Không quân Hoàng gia Canada. Năm 2017, tổng chi tiêu quân sự của Canada là khoảng 27,6 tỷ đô la Canada .
Canada và Hoa Kỳ chia sẻ đường biên giới không được bảo vệ dài nhất thế giới, hợp tác trong các chiến dịch và tập luyện quân sự, và là đối tác thương mại lớn nhất của nhau. Canada tuy vậy vẫn có một chính sách đối ngoại độc lập, đáng chú ý nhất là việc duy trì quan hệ đầy đủ với Cuba và từ chối chính thức tham gia trong Cuộc xâm chiếm Iraq năm 2003. Canada cũng duy trì các quan hệ mang tính lịch sử với Anh Quốc và Pháp và với các cựu thuộc địa của Anh và Pháp thông qua tư cách thành viên của liên minh trong khối Thịnh vượng chung các quốc gia và Cộng đồng Pháp ngữ. Canada có quan hệ tích cực với Hà Lan, một phần là do Canada từng góp phần giải phóng Hà Lan trong Chiến tranh thế giới thứ hai.
Canada gắn bó chặt chẽ với Đế quốc Anh và Thịnh vượng chung, do vậy quốc gia này tham gia nhiều trong các nỗ lực quân sự của Anh Quốc trong Chiến tranh Boer lần thứ hai, Chiến tranh thế giới thứ nhất và Chiến tranh thế giới thứ hai. Kể từ đó, Canada chủ trương đa phương hóa, tiến hành các nỗ lực nhằm giải quyết các vấn đề toàn cầu bằng cách cộng tác với các quốc gia khác. Canada là một thành viên sáng lập của Liên Hợp Quốc vào năm 1945 và của NATO vào năm 1949. Trong Chiến tranh Lạnh, Canada là một nước đóng góp lớn cho lực lượng của Liên Hợp Quốc trong Chiến tranh Triều Tiên và cùng với Hoa Kỳ thành lập Bộ Tư lệnh phòng thủ hành không vũ trụ Bắc Mỹ NORAD nhằm hợp tác để phòng thủ chống lại các cuộc tấn công trên không tiềm tàng của Liên Xô.

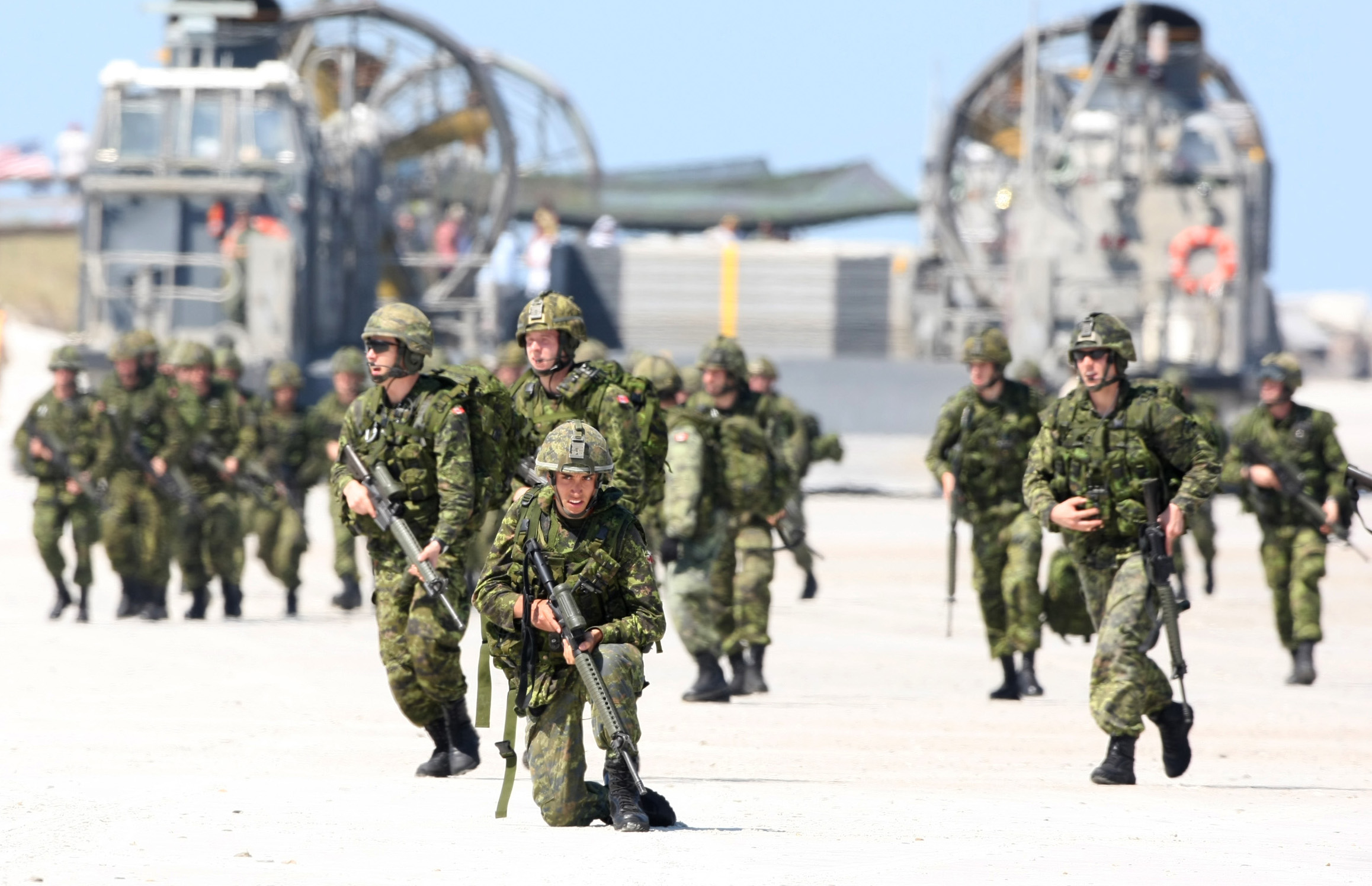
Binh sĩ Lục quân Canada thuộc Trung đoàn Hoàng gia 22 triển khai trong cuộc diễn tập UNITAS vào tháng 4 năm 2009

Trong Khủng hoảng Kênh đào Suez năm 1956, Thủ tướng tương lai Lester B. Pearson làm giảm căng thẳng bằng đề xuất triển khai Lực lượng gìn giữ hòa bình Liên Hợp Quốc, do hành động này mà ông nhận được Giải Nobel Hòa bình năm 1957. Đây là sứ mệnh gìn giữ hòa bình đầu tiên của Liên Hợp Quốc, do vậy Lester B. Pearson thường được công nhận là người sáng tạo ra khái niệm này. Kể từ đó, Canada tham gia trong 50 sứ mệnh gìn giữ hòa bình, bao gồm mọi nỗ lực gìn giữ hòa bình của Liên Hợp Quốc cho đến năm 1989, và từ đó duy trì lực lượng trong các sứ mệnh quốc tế tại Rwanda, Nam Tư cũ, và những nơi khác; Canada thỉnh thoảng phải đối mặt với các tranh luận về sự dính líu của họ đến các quốc gia khác, đáng chú ý là trong Vụ việc Somalia năm 1993.
Canada gia nhập Tổ chức các quốc gia châu Mỹ (OAS) vào năm 1990 và tổ chức hội nghị Đại hội đồng OAS tại Windsor, Ontario vào tháng 6 năm 2000 và Hội nghị thượng đỉnh thứ ba của OAS tại thành phố Québec vào tháng 4 năm 2001. Canada mưu cầu mở rộng các quan hệ của mình với các nền kinh tế trong vành đai Thái Bình Dương thông qua tư cách thành viên trong diễn đàn Diễn đàn Hợp tác Kinh tế châu Á - Thái Bình Dương (APEC).
Năm 2001, Canada triển khai quân nhân đến Afghanistan với tư cách là một phần của lực lượng ôn định Mỹ và Lực lượng Hỗ trợ An ninh Quốc tế (ISAF) do NATO lãnh đạo và được Liên Hợp Quốc cho phép. Trong cuộc chiến này, Canada mất 158 binh sĩ, với chi phí khoảng 11,3 tỷ đô la Canada.
Vào tháng 2 năm 2007, Canada, Ý, Anh Quốc, Na Uy, và Nga tuyên bố cam kết chung của họ cho một dự án 1,5 tỷ đô la Mỹ nhằm giúp đỡ phát triển vắc-xin cho các quốc gia đang phát triển, và kêu gọi các quốc gia khác cùng tham gia. Vào tháng 8 năm 2007, tuyên bố chủ quyền đối với vùng Bắc Cực của Canada bị thử thách sau khi Nga tiến hành chiếm thám hiểm dưới nước đến Bắc Cực; kể từ năm 1925 thì Canada nhìn nhận khu vực này thuộc chủ quyền lãnh thổ của mình. Từ tháng 3 đến tháng 10 năm 2011, quân đội Canada tham gia vào cuộc can thiệp của NATO do Liên Hợp Quốc ủy thác trong Nội chiến Libya.
Canada được công nhận là một cường quốc bậc trung do vai trò của quốc gia này trong các quan hệ quốc tế với một xu hướng theo đuổi các giải pháp đa phương. Ngoài việc là một thành viên của Liên Hợp Quốc, Tổ chức Thương mại Thế giới và Tổ chức Hợp tác và Phát triển Kinh tế (OECD), Canada còn là một thành viên của các tổ chức và diễn đàn khu vực và quốc tế khác trên các vấn đề kinh tế và văn hóa. Canada tham gia vào Công ước Quốc tế về các Quyền Dân sự và Chính trị năm 1976.

### Các tỉnh và lãnh thổ
Canada là một liên bang gồm có mười tỉnh và ba lãnh thổ. Các đơn vị hành chính này có thể được nhóm thành bốn vùng chính: Tây bộ Canada, Trung bộ Canada, Canada Đại Tây Dương, và Bắc bộ Canada ("Đông bộ Canada" bao gồm Trung bộ Canada và Canada Đại Tây Dương). Các tỉnh có quyền tự trị lớn hơn các lãnh thổ, chịu trách nhiệm đối với các chương trình xã hội như chăm sóc y tế, giáo dục, và phúc lợi. Tổng thu nhập của các tỉnh nhiều hơn của chính phủ liên bang. Sử dụng quyền hạn chi tiêu của mình, chính phủ liên bang có thể bắt đầu các chính sách quốc gia tại các tỉnh, như Đạo luật Y tế Canada; các tỉnh có thể chọn ở ngoài chúng, song hiếm khi làm vậy trên thực tế. Chính phủ liên bang thực thi thanh toán cân bằng nhằm bảo đảm các tiêu chuẩn thống nhất hợp lý về các dịch vụ và thuế được thi hành giữa các tỉnh giàu hơn và nghèo hơn.

## Nhân khẩu
Nguồn gốc dân tộc của nhân dân Canada (tự nhận theo điều tra năm 2011)
Tôn giáo tại Canada (2011)
Điều tra dân số Canada năm 2016 đưa ra số liệu tổng dân số là 35.151.728 người, tăng khoảng 5% so với số liệu năm 2011.
Mật độ dân số của Canada, 3,7 người trên mỗi km vuông (9,6 / sq mi), là một trong những quốc gia có mật độ dân số thấp nhất trên thế giới. Lãnh thổ Canada trải dài từ vĩ tuyến 83°B đến 41°B, và khoảng 95% dân số sống ở phía nam vĩ tuyến 55°B .
Khoảng bốn phần năm dân số Canada sống cách với biên giới Hoa Kỳ dưới 150 kilômét (93 mi). Xấp xỉ 80% người Canada sống tại các khu vực đô thị tập trung tại hành lang thành phố Québec –Windsor, Lower Mainland tại British Columbia, và hành lang Calgary–Edmonton tại Alberta.. Giống như các quốc gia phát triển khác, Canada đang trải qua biến đổi nhân khẩu học theo hướng dân số già hơn, với nhiều người nghỉ hưu hơn và ít người trong độ tuổi lao động hơn. Năm 2006, tuổi trung bình của cư dân Canada là 39,5; năm 2011, con số này tăng lên xấp xỉ 39,9. Năm 2013, tuổi thọ bình quân của người Canada là 81.
Theo điều tra dân số năm 2016, nguồn gốc dân tộc tự thuật lớn nhất là người Canada (chiếm 32% dân số), tiếp theo là người Anh (18,3%), người Scotland (13,9%), người Pháp (13,6%), người Ailen (13,4%), người Đức (9,6%), người Trung Quốc (5,1%), Ý (4,6%), người Dân tộc thứ nhất (4,4%), người Ấn Độ (4.0%) và người Ukraina (3.9%) . Có 600 nhóm Dân tộc Trước tiên được công nhận, với tổng số 1.172.790 người.
Dân số thổ dân của Canada đang tăng trưởng gần gấp hai lần tỷ lệ bình quân toàn quốc, và 4% dân số Canada tuyên bố họ có đặc tính thổ dân trong năm 2006. 16,2% dân số khác thuộc một nhóm thiểu số hữu hình (visible minority) phi thổ dân. Năm 2016, các nhóm thiểu số hữu hình lớn nhất là người Nam Á (5,6%), người Hoa (5%) và người Da đen (3,5%) . Từ năm 2011 đến năm 2016, dân số dân tộc thiểu số hữu hình tăng trưởng 18,4% . Năm 1961, dưới 2% dân số Canada (khoảng 300.000 người) có thể được phân loại thuộc một nhóm dân tộc thiểu số hữu hình, và dưới 1% là thổ dân. Năm 2007, gần một phần năm (19,8%) người Canada sinh ra tại nước ngoài, với gần 60% tân di dân đến từ châu Á (gồm cả Trung Đông). Các nguồn nhập cư dẫn đầu đến Canada hiện là Trung Quốc, Philippines và Ấn Độ. Theo cục Thống kê Canada, các nhóm thiểu số hữu hình có thể chiếm một phần ba dân số Canada vào năm 2031.
Canada là một trong những quốc gia có tỷ lệ nhập cư bình quân trên người cao nhất thế giới, được thúc đẩy từ chính sách kinh tế và đoàn tụ gia đình. Một tường thuật nói có 260.400 người nhập cư đến Canada trong năm 2014 . Chính phủ Canada dự tính có từ 280.000 đến 305.000 cư dân thường trú mới vào năm 2015 , một con số người nhập cư tương tự như trong những năm gần đây. Những người mới nhập cư chủ yếu định cư tại các khu vực đô thị lớn như Toronto, Montreal và Vancouver. Canada cũng chấp nhận một lượng lớn người tị nạn, chiếm hơn 10% tái định cư người tị nạn toàn cầu mỗi năm.
Canada là quốc gia đa tôn giáo, bao gồm nhiều tín ngưỡng và phong tục. Theo điều tra năm 2011, 67,3% người Canada nhận mình là tín hữu Kitô giáo; trong đó Công giáo Rôma là giáo hội lớn nhất với 38,7% dân số. Các giáo phái Tin Lành chiếm 27% dân số, lớn nhất trong số đó là Giáo hội Hiệp nhất Canada (6,1%), tiếp theo là Anh giáo (5,0%), và Báp-tít (1,9%). Năm 2011, khoảng 23,9% cư dân Canada coi rằng mình không tôn giáo, so với 16,5% vào năm 2001. Còn lại, 8,8% dân số Canada là tín đồ của các tôn giáo khác, lớn nhất trong đó là Hồi giáo (3,2%) và Ấn Độ giáo (1,5%).

### Giáo dục
Các tỉnh và lãnh thổ của Canada chịu trách nhiệm về giáo dục. Độ tuổi bắt buộc đến trường có phạm vi từ 5–7 đến 16–18 tuổi, đóng góp vào tỷ lệ người trưởng thành biết chữ là 99%. Năm 2011, 88% người trưởng thành có tuổi từ 25 đến 64 đã đạt được trình độ tương đương tốt nghiệp trung học, trong khi tỷ lệ chung của OECD là 74%. Năm 2002, 43% người Canada từ 25 đến 64 tuổi sở hữu một nền giáo dục sau trung học; trong độ tuổi từ 25 đến 34, tỷ lệ giáo dục sau trung học đạt 51%. Theo một tường thuật của NBC năm 2012, Canada là quốc gia có giáo dục nhất trên thế giới. Chương trình đánh giá học sinh quốc tế (PISA) chỉ ra rằng học sinh Canada biểu hiện tốt hơn mức trung bình của OECD, đặc biệt là trong toán học, khoa học, và đọc.

### Ngôn ngữ
Canada có hai ngôn ngữ chính thức là tiếng Anh và tiếng Pháp, theo điều 16 của Hiến chương Canada về Quyền lợi và Tự do và Đạo luật ngôn ngữ chính thức của Liên bang. Chính phủ Canada thực hiện song ngữ chính thức, do Uỷ viên hội đồng các ngôn ngữ chính thức chấp hành. Tiếng Anh và tiếng Pháp có địa vị ngang nhau trong các tòa án liên bang, Nghị viện, và trong toàn bộ các cơ quan liên bang. Các công dân có quyền, ở nơi đủ nhu cầu, nhận các dịch vụ của chính phủ liên bang bằng tiếng Anh hoặc tiếng Pháp, và các ngôn ngữ thiểu số có địa vị chính thức được đảm bảo có trường học sử dụng chúng tại tất cả các tỉnh và lãnh thổ.

Xấp xỉ 98% người Canada nói tiếng Anh và/hoặc tiếng Pháp.
tiếng Anh – 56,9%
tiếng Anh và tiếng Pháp (song ngữ) – 16,1%
tiếng Pháp – 21,3%
vùng dân cư thưa thớt (< 0,4 người/km²)

Tiếng Anh và tiếng Pháp là ngôn ngữ thứ nhất của lần lượt 59,7 và 23,2 phần trăm dân số Canada. Xấp xỉ 98% người Canada có thể nói tiếng Anh hoặc tiếng Pháp: 57,8% chỉ nói tiếng Anh, 22,1% chỉ nói tiếng Pháp, và 17,4% nói cả hai ngôn ngữ. Các cộng đồng ngôn ngữ chính thức tiếng Anh và tiếng Pháp, được xác định bằng ngôn ngữ chính thức thứ nhất được nói, tương ứng chiếm 73% và 23,6% dân số.
Hiến chương Pháp ngữ 1977 xác định tiếng Pháp là ngôn ngữ chính thức của Québec. Mặc dù hơn 85% số người Canada nói tiếng Pháp sống tại Québec, song cũng có dân số Pháp ngữ đáng kể tại Ontario, Alberta, và nam bộ Manitoba; Ontario là tỉnh có nhiều dân số Pháp ngữ nhất bên ngoài Québec. New Brunswick là tỉnh chính thức song ngữ duy nhất, có cộng đồng thiểu số Acadia nói tiếng Pháp chiếm 33% dân số. Cũng có các nhóm người Acadia tại tây nam bộ Nova Scotia, trên đảo Cape Breton, và qua trung bộ và tây bộ đảo Prince Edward.
Các tỉnh khác không có ngôn ngữ chính thức như vậy, song tiếng Pháp được sử dụng như một ngôn ngữ trong giảng dạy, trong tòa án, và cho các dịch vụ chính quyền khác, cùng với tiếng Anh. Manitoba, Ontario, và Québec cho phép nói cả tiếng Anh và tiếng Pháp tại các cơ quan lập pháp cấp tỉnh, và các đạo luật được ban hành bằng cả hai ngôn ngữ. Tại Ontario, tiếng Pháp có một số địa vị pháp lý, song không hoàn toàn là ngôn ngữ đồng chính thức. Có 11 nhóm ngôn ngữ Thổ dân, bao gồm hơn 65 phương ngôn riêng biệt. Trong số đó, chỉ có Cree, Inuktitut và Ojibway là có số người nói thành thạo đủ lớn để được xem là có thể sinh tồn trường kỳ. Một vài ngôn ngữ thổ dân có địa vị chính thức tại Các Lãnh thổ Tây Bắc. Inuktitut là ngôn ngữ chính tại Nunavut, và là một trong ba ngôn ngữ chính thức tại lãnh thổ này.
Năm 2016, hơn 7,3 triệu người Canada kê khai ngôn ngữ mẹ đẻ của họ là một ngôn ngữ phi chính thức. Một số ngôn ngữ không chính thức phổ biến nhất bao gồm tiếng Trung Quốc (1.227.680 người nói như ngôn ngữ mẹ đẻ), Tiếng Punjabi (501.680), tiếng Tây Ban Nha (458.850), tiếng Tagalog (431,385), tiếng Ả Rập (419,895), tiếng Đức (384,040) và tiếng Ý (375,645).

## Văn hóa
Văn hóa Canada rút ra từ những ảnh hưởng của các dân tộc thành phần, và các chính sách nhằm thúc đẩy đa nguyên văn hóa được bảo vệ theo hiến pháp.. 
Québec là nơi có bản sắc mạnh hóa mạnh, và nhiều nhà bình luận nói tiếng Pháp nói về một văn hóa Québec khác biệt với văn hóa Canada Anh ngữ. Tuy nhiên, về tổng thể, Canada ở trong thuyết một khảm văn hóa – một tập hợp của vài tiểu văn hóa vùng miền, thổ dân, và dân tộc. Các chính sách của chính phủ như tài trợ công khai chăm sóc sức khỏe, áp thuế cao hơn để tái phân phối của cải, xóa bỏ tử hình, những nỗ lực mạnh mẽ nhằm loại trừ nghèo khổ, kiểm soát súng nghiêm ngặt, và hợp pháp hóa hôn nhân đồng tính là những chỉ thị xã hội hơn nữa của các giá trị chính trị và văn hóa Canada.
Về mặt lịch sử, Canada chịu ảnh hưởng của các nền văn hóa của Hoa Kỳ, Pháp và thổ dân. Thông qua ngôn ngữ, nghệ thuật và âm nhạc, các dân tộc thổ dân tiếp tục có ảnh hưởng đến bản sắc Canada. Nhiều người Canada xem trọng đa nguyên văn hóa và nhìn nhận Canada vốn đã đa nguyên văn hóa. Truyền thông và giải trí Hoa Kỳ phổ biến, nếu không nói là chi phối, tại Canada ;ngược lại, nhiều văn hóa phẩm và nghệ sĩ giải trí của Canada thành công tại Hoa Kỳ và toàn cầu.. Văn hóa Pháp đóng vai trò quan trọng trong đời sống văn hóa của Canada, với nhiều tác phẩm văn học, nghệ thuật, âm nhạc và ẩm thực nổi tiếng có ảnh hưởng từ Pháp. Canada có nhiều nhà văn, nhà thơ, nhạc sĩ và nghệ sĩ nổi tiếng sáng tác bằng tiếng Pháp. Việc duy trì một văn hóa Canada riêng biệt được chính phủ ủng hộ thông qua các chương trình, các đạo luật, và các thể chế như Công ty Phát thanh-Truyền hình Canada (CBC), Cục Điện ảnh Quốc gia Canada (NFB), và Ủy ban Phát thanh-Truyền hình và Viễn thông Canada (CRTC).

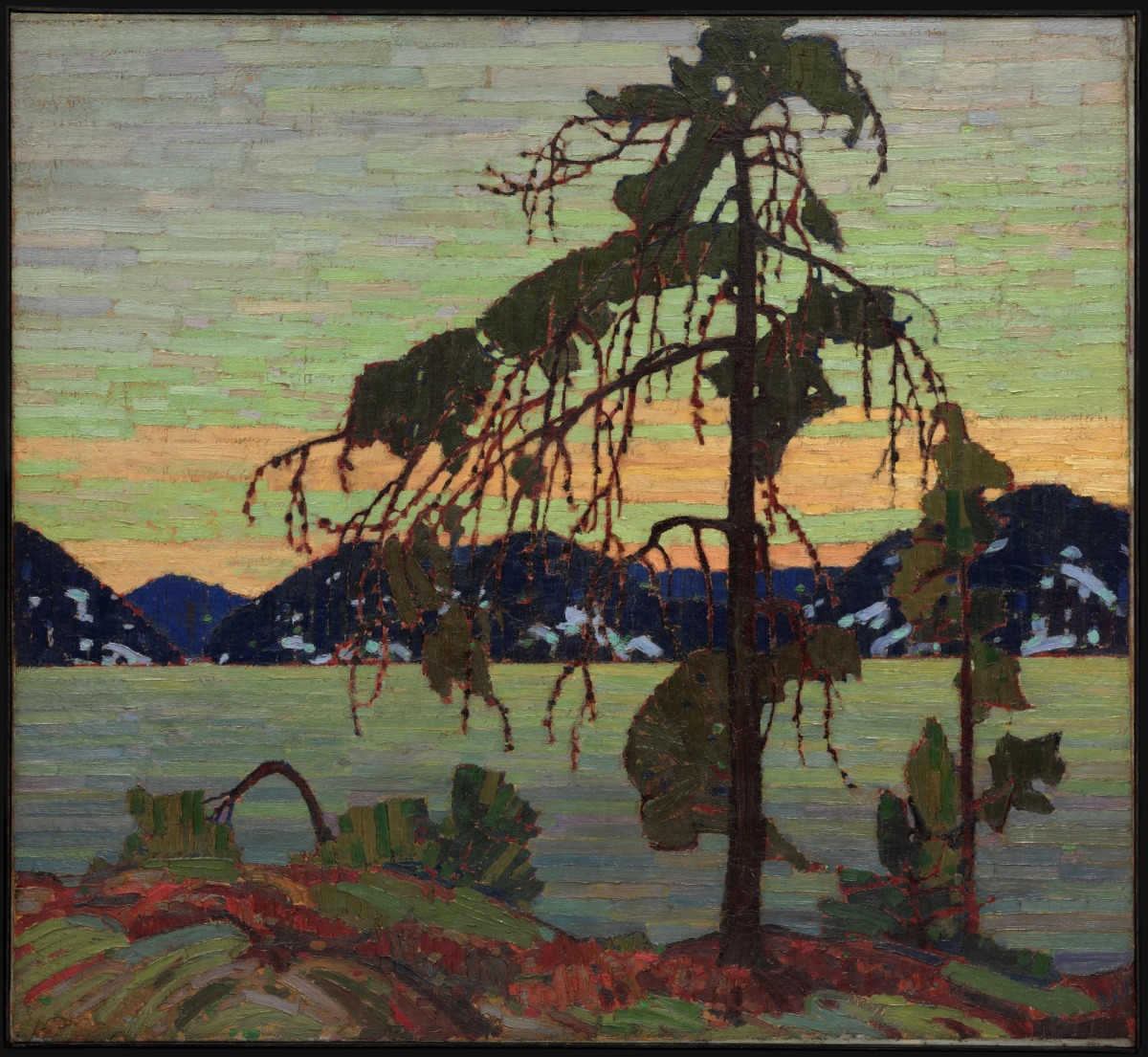
The Jack Pine của Tom Thomson. Tranh sơn dầu trên vải bạt, 1916, trong bộ sưu tập của Nhà mỹ thuật quốc gia Canada.

Nghệ thuật thị giác Canada chịu sự chi phối của các cá nhân như Tom Thomson – họa sĩ nổi tiếng nhất của quốc gia – hay Group of Seven (nhóm 7 họa sĩ). Sự nghiệp hội họa phong cảnh Canada của Tom Thomson kéo dài một thập kỷ cho đến khi ông mất vào năm 1917 ở tuổi 39. Group of Seven là các họa sĩ mang một tiêu điểm dân tộc chủ nghĩa và duy tâm chủ nghĩa, họ trưng bày các tác phẩm đặc biệt của mình lần đầu tiên vào tháng 5 năm 1920. Mặc dù theo tên gọi thì có nghĩa là có bảy thành viên, song năm họa sĩ – Lawren Harris, A. Y. Jackson, Arthur Lismer, J. E. H. MacDonald, và Frederick Varley – chịu trách nhiệm về khớp nối các ý tưởng của Nhóm. Frank Johnston, và Franklin Carmichael cũng từng tham gia Nhóm. A. J. Casson trở thành một phần của Nhóm vào năm 1926. Một nghệ sĩ Canada nổi tiếng khác cũng liên kết với Group of Seven, đó là Emily Carr, bà được biết đến với các bức họa phong cảnh và chân dung về những người bản địa tại vùng Duyên hải Tây Bắc Thái Bình Dương. Kể từ thập niên 1950, các tác phẩm nghệ thuật Inuit được chính phủ Canada dùng làm quà tặng cho giới chức ngoại quốc cấp cao.
Ngành công nghiệp âm nhạc của Canada sản sinh ra những nhà soạn nhạc, nhạc sĩ, ban nhạc nổi tiếng ở tầm quốc tế. Một số nghệ sĩ Canada chính thống với các hợp đồng thu âm toàn cầu như Celine Dion, Avril Lavigne, Carly Rae Jepsen, Drake, The Weeknd và Justin Bieber đã đạt được những tầm cao mới về thành công quốc tế, đồng thời thống trị các bảng xếp hạng âm nhạc Mỹ. Ủy ban Phát thanh-Truyền hình và Viễn thông Canada quy định về âm nhạc phát sóng trong nước. Viện Hàn lâm Canada về Nghệ thuật và Khoa học Ghi âm trao giải thưởng Juno cho các thành tựu trong ngành công nghiệp âm nhạc Canada, giải được trao thưởng lần đầu tiên vào năm 1970. Âm nhạc ái quốc tại Canada đã có từ trên 200 năm, khi đó là một thể loại riêng biệt với chủ nghĩa ái quốc Anh Quốc, trên 50 năm trước khi có các bước pháp lý đầu tiên hướng đến độc lập. Tác phẩm ái quốc sớm nhất là The Bold Canadian (người Canada Dũng cảm), được viết vào năm 1812. Quốc ca của Canada là "O Canada" ban đầu do Phó tổng đốc Québec Théodore Robitaille đặt sáng tác cho ngày lễ Thánh Jean-Baptiste năm 1880, và được chấp thuận chính thức vào năm 1980. Calixa Lavallée là người viết nhạc, phổ theo một bài thơ ái quốc do Adolphe-Basile Routhier sáng tác. Nguyên bản lời bài chỉ viết bằng tiếng Pháp, rồi được dịch sang tiếng Anh vào năm 1906.

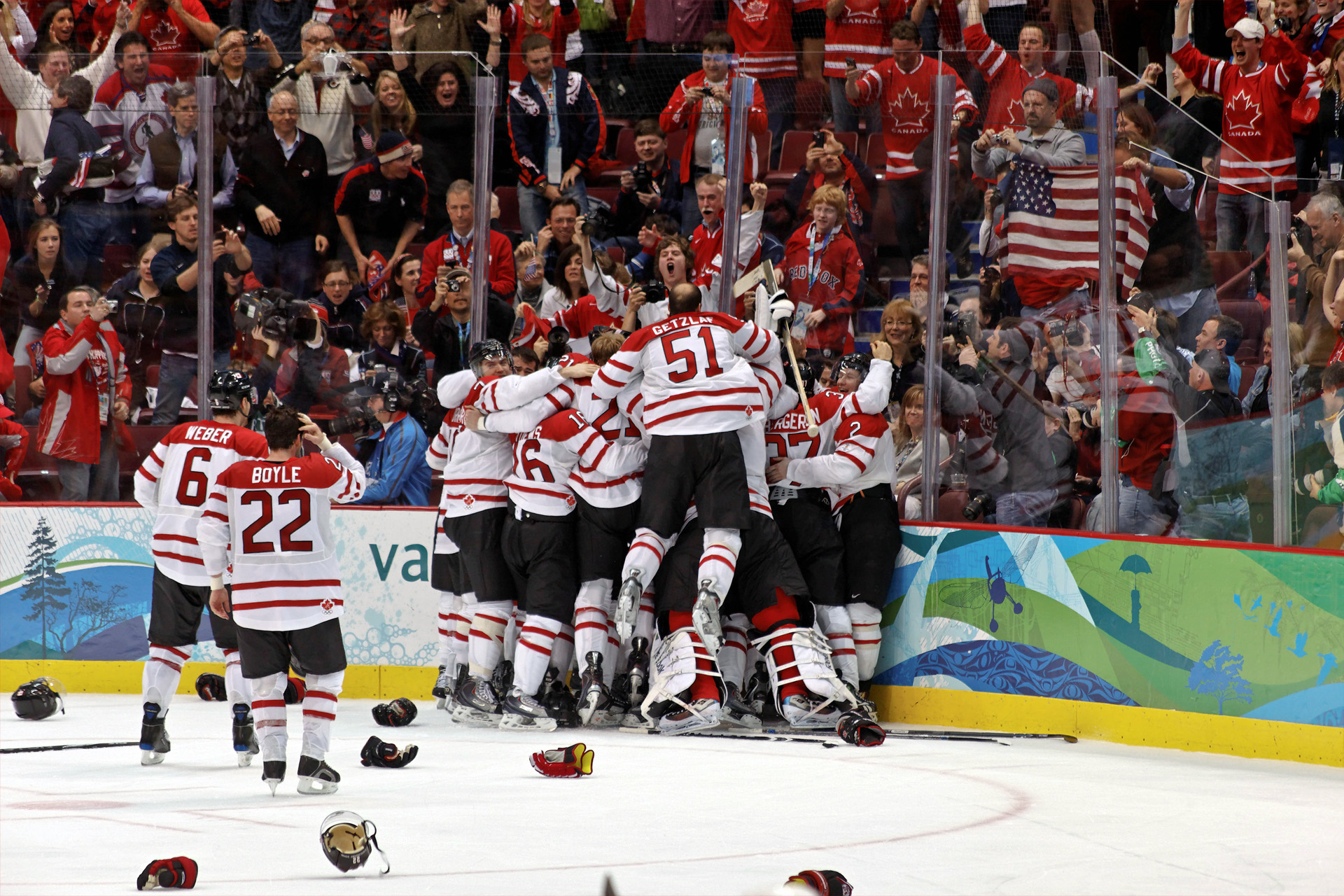
Đội tuyển khúc côn cầu trên băng Canada giành chiến thắng tại Thế vận hội Mùa đông 2010 tổ chức tại Vancouver

Các môn thể thao có tổ chức tại Canada khởi đầu từ thập niên 1770. Các môn thể thao quốc gia chính thức của Canada là khúc côn cầu trên băng và bóng vợt. Bảy trong số tám vùng đô thị lớn nhất của Canada – Toronto, Montréal, Vancouver, Ottawa, Calgary, Edmonton và Winnipeg – có câu lạc bộ có tư cách tham gia Giải khúc côn cầu Quốc gia (NHL). Các môn thể thao đông khán giả khác tại Canada gồm có bi đá trên băng và bóng bầu dục Mỹ; giải vô địch bóng bầu dục kiểu Canada (CFL) là giải đấu chuyên nghiệp. Golf, kéo co, leo núi, quần vợt, bóng chày, trượt băng, cricket, bóng chuyền, bóng bầu dục, cầu lông, đạp xe, bơi lội, bowling, bi lắc, bi-a canoeing, võ thuật, môn cưỡi ngựa, bóng quần, bóng bàn, trượt tuyết, Quyền anh, Đua xe, thể dục dụng cụ, bóng đá, futsal và bóng rổ được chơi nhiều trong giới thanh thiếu niên và ở mức nghiệp dư, song các giải đấu chuyên nghiệp không phổ biến. Canada có một đội tuyển bóng chày chuyên nghiệp là Toronto Blue Jays, và một đội tuyển bóng rổ chuyên nghiệp là Toronto Raptors. Canada tham gia vào hầu như mọi kỳ Thế vận hội kể từ lần đầu tham gia vào năm 1900, và từng tổ chức một số sự kiện thể thao quốc tế cao cấp, bao gồm Thế vận hội Mùa hè 1976 tại Montréal, Thế vận hội Mùa đông 1988 tại Calgary, Thế vận hội Mùa đông 2010 tại Vancouver và Giải vô địch bóng chày thế giới 1994 và Giải vô địch bóng đá U-20 thế giới 2007. Canada sẽ có lần đầu tiên tổ chức một kỳ World Cup khi sẽ cùng Mỹ và Mexico tổ chức giải đấu này vào năm 2026.
Các biểu tượng quốc gia của Canada chịu ảnh hưởng từ các nguồn tự nhiên, lịch sử, và Thổ dân. Việc sử dụng lá phong làm một biểu tượng của Canada bắt đầu từ đầu thế kỷ XVIII. Lá phong được mô tả trên các quốc kỳ hiện nay và trước đây, trên tiền xu, và trên quốc huy. Các biểu tượng đáng chú ý khác gồm có hải ly, ngỗng Canada, chim lặn mỏ đen, vương vị, Kị cảnh vương thất Canada, và gần đây hơn là 'cột vật tổ' và cột hay ụ đá nhân tạo Inuksuk.